# Elezioni comunali in Lombardia del 1995
Il 23 aprile 1995 (con ballottaggio il 7 maggio), il 19 novembre (con ballottaggio il 3 dicembre) in Lombardia si tennero le elezioni per il rinnovo di numerosi consigli comunali.
Per la repentina crisi di giovani amministrazioni leghiste, si ebbero i primi tre cambi di maggioranza, tutti verso L'Ulivo.

## Elezioni dell'aprile 1995

### Provincia di Milano

#### Arese
| Candidati                     | Candidati                        | II turno                         | II turno                         | I turno | I turno | Liste                              | Voti   | %     | Seggi |
| Candidati                     | Candidati                        | Voti                             | %                                | Voti    | %       | Liste                              | Voti   | %     | Seggi |
| ----------------------------- | -------------------------------- | -------------------------------- | -------------------------------- | ------- | ------- | ---------------------------------- | ------ | ----- | ----- |
|                               | Rosella Ronchi ✔️ Sindaca        | 5 817                            | 50,86                            | 4 203   | 33,65   | Partito Democratico della Sinistra | 2 211  | 20,20 | 8     |
| Arese Progetto 95             | Rosella Ronchi ✔️ Sindaca        | 5 817                            | 50,86                            | 4 203   | 33,65   | 664                                | 6,07   | 2     |       |
| Lista civica Neo Nati         | Rosella Ronchi ✔️ Sindaca        | 5 817                            | 50,86                            | 4 203   | 33,65   | 602                                | 5,50   | 2     |       |
|                               | Luigi Piana                      | 5 621                            | 49,14                            | 4 494   | 35,98   | Forza Italia                       | 2 426  | 22,17 | 3     |
| Alleanza Nazionale            | Luigi Piana                      | 5 621                            | 49,14                            | 4 494   | 35,98   | 881                                | 8,05   | 1     |       |
| Partito Popolare Italiano     | Luigi Piana                      | 5 621                            | 49,14                            | 4 494   | 35,98   | 766                                | 7,00   | –     |       |
| Seggio di coalizione          | Seggio di coalizione             | Seggio di coalizione             | 49,14                            | 4 494   | 35,98   | 1                                  |        |       |       |
|                               | Ruggero Gentile                  | Ruggero Gentile                  | Ruggero Gentile                  | 1 783   | 14,27   | Centro Cristiano Democratico       | 1 045  | 9,55  | 1     |
| Centro Indipendente           | Ruggero Gentile                  | Ruggero Gentile                  | Ruggero Gentile                  | 1 783   | 14,27   | 419                                | 3,83   | –     |       |
| Seggio di coalizione          | Seggio di coalizione             | Seggio di coalizione             | Ruggero Gentile                  | 1 783   | 14,27   | 1                                  |        |       |       |
|                               | Roberto Franco Severino Andreani | Roberto Franco Severino Andreani | Roberto Franco Severino Andreani | 1 071   | 8,57    | Lega Nord                          | 1 056  | 9,65  | –     |
| Seggio di coalizione          | Seggio di coalizione             | Seggio di coalizione             | Roberto Franco Severino Andreani | 1 071   | 8,57    | 1                                  |        |       |       |
|                               | Gian Pietro Maffizzoli           | Gian Pietro Maffizzoli           | Gian Pietro Maffizzoli           | 670     | 5,36    | Arese Insieme                      | 590    | 5,39  | –     |
|                               | Andrea Giulio Olaf Colombo       | Andrea Giulio Olaf Colombo       | Andrea Giulio Olaf Colombo       | 270     | 2,16    | Federazione dei Verdi              | 285    | 2,60  | –     |
| Totale                        | Totale                           | 11 438                           | 100                              | 12 491  | 100     |                                    | 10 945 | 100   | 20    |
|                               |                                  |                                  |                                  |         |         |                                    |        |       |       |
| Fonte: Ministero dell'interno |                                  |                                  |                                  |         |         |                                    |        |       |       |

#### Bollate
| Candidati                     | Candidati                   | II turno             | II turno         | I turno | I turno | Liste                              | Voti   | %     | Seggi |
| Candidati                     | Candidati                   | Voti                 | %                | Voti    | %       | Liste                              | Voti   | %     | Seggi |
| ----------------------------- | --------------------------- | -------------------- | ---------------- | ------- | ------- | ---------------------------------- | ------ | ----- | ----- |
|                               | Giovanni Nizzola ✔️ Sindaco | 14 497               | 58,21            | 10 410  | 37,76   | Partito Democratico della Sinistra | 6 175  | 23,60 | 13    |
| Città per Cambiare            | Giovanni Nizzola ✔️ Sindaco | 14 497               | 58,21            | 10 410  | 37,76   | 2 267                              | 8,66   | 4     |       |
| Patto dei Democratici         | Giovanni Nizzola ✔️ Sindaco | 14 497               | 58,21            | 10 410  | 37,76   | 709                                | 2,71   | 1     |       |
| Federazione Laburista         | Giovanni Nizzola ✔️ Sindaco | 14 497               | 58,21            | 10 410  | 37,76   | 237                                | 0,91   | –     |       |
|                               | Massimiliano Brunello       | 10 406               | 41,79            | 10 991  | 39,86   | Forza Italia                       | 6 147  | 23,49 | 5     |
| Alleanza Nazionale            | Massimiliano Brunello       | 10 406               | 41,79            | 10 991  | 39,86   | 1 888                              | 7,22   | 1     |       |
| Partito Popolare Italiano     | Massimiliano Brunello       | 10 406               | 41,79            | 10 991  | 39,86   | 1 475                              | 5,64   | 1     |       |
| Bollate Domani                | Massimiliano Brunello       | 10 406               | 41,79            | 10 991  | 39,86   | 1 183                              | 4,52   | –     |       |
| Seggio di coalizione          | Seggio di coalizione        | Seggio di coalizione | 41,79            | 10 991  | 39,86   | 1                                  |        |       |       |
|                               | Daniele Boniardi            | Daniele Boniardi     | Daniele Boniardi | 3 301   | 11,97   | Rifondazione Comunista             | 3 293  | 12,59 | 1     |
| Seggio di coalizione          | Seggio di coalizione        | Seggio di coalizione | Daniele Boniardi | 3 301   | 11,97   | 1                                  |        |       |       |
|                               | Maria Doniselli             | Maria Doniselli      | Maria Doniselli  | 2 870   | 10,41   | Lega Nord                          | 2 791  | 10,67 | 1     |
| Seggio di coalizione          | Seggio di coalizione        | Seggio di coalizione | Maria Doniselli  | 2 870   | 10,41   | 1                                  |        |       |       |
| Totale                        | Totale                      | 24 903               | 100              | 27 572  | 100     |                                    | 26 165 | 100   | 30    |
|                               |                             |                      |                  |         |         |                                    |        |       |       |
| Fonte: Ministero dell'interno |                             |                      |                  |         |         |                                    |        |       |       |

#### Brugherio
| Candidati                     | Candidati                    | II turno             | II turno           | I turno | I turno | Liste                      | Voti   | %     | Seggi |
| Candidati                     | Candidati                    | Voti                 | %                  | Voti    | %       | Liste                      | Voti   | %     | Seggi |
| ----------------------------- | ---------------------------- | -------------------- | ------------------ | ------- | ------- | -------------------------- | ------ | ----- | ----- |
|                               | Dario Mario Pavan ✔️ Sindaco | 9 655                | 54,79              | 4 433   | 22,15   | Progressisti               | 4 302  | 22,53 | 12    |
|                               | Lionello Leoni               | 7 968                | 45,21              | 6 738   | 33,66   | Forza Italia-Polo Popolare | 5 049  | 26,44 | 3     |
| Alleanza Nazionale            | Lionello Leoni               | 7 968                | 45,21              | 6 738   | 33,66   | 1 237                      | 6,48   | –     |       |
| Seggio di coalizione          | Seggio di coalizione         | Seggio di coalizione | 45,21              | 6 738   | 33,66   | 1                          |        |       |       |
|                               | Giuseppe Gatti               | Giuseppe Gatti       | Giuseppe Gatti     | 3 236   | 16,17   | Per Brugherio              | 3 022  | 15,83 | 1     |
| Seggio di coalizione          | Seggio di coalizione         | Seggio di coalizione | Giuseppe Gatti     | 3 236   | 16,17   | 1                          |        |       |       |
|                               | Fabio Basso                  | Fabio Basso          | Fabio Basso        | 3 106   | 15,52   | Lega Nord                  | 2 986  | 15,64 | –     |
| Seggio di coalizione          | Seggio di coalizione         | Seggio di coalizione | Fabio Basso        | 3 106   | 15,52   | 1                          |        |       |       |
|                               | Andreina Recalcati           | Andreina Recalcati   | Andreina Recalcati | 2 504   | 12,51   | Popolari per Brugherio     | 2 497  | 13,08 | –     |
| Seggio di coalizione          | Seggio di coalizione         | Seggio di coalizione | 1                  |         |         |                            |        |       |       |
| Totale                        | Totale                       | 17 623               | 100                | 20 017  | 100     |                            | 19 093 | 100   | 20    |
|                               |                              |                      |                    |         |         |                            |        |       |       |
| Fonte: Ministero dell'interno |                              |                      |                    |         |         |                            |        |       |       |

#### Carate Brianza
| Candidati                     | Candidati                       | II turno             | II turno      | I turno | I turno | Liste                                                        | Voti   | %     | Seggi |
| Candidati                     | Candidati                       | Voti                 | %             | Voti    | %       | Liste                                                        | Voti   | %     | Seggi |
| ----------------------------- | ------------------------------- | -------------------- | ------------- | ------- | ------- | ------------------------------------------------------------ | ------ | ----- | ----- |
|                               | Maria Petacchi Lotti ✔️ Sindaca | 5 997                | 62,99         | 3 720   | 35,05   | Popolari per Carate                                          | 1 713  | 17,10 | 6     |
| Lega Nord                     | Maria Petacchi Lotti ✔️ Sindaca | 5 997                | 62,99         | 3 720   | 35,05   | 1 711                                                        | 17,08  | 6     |       |
|                               | Federico Sironi                 | 3 523                | 37,01         | 3 676   | 34,64   | Forza Italia-Centro Cristiano Democratico-Alleanza Nazionale | 3 560  | 35,54 | 3     |
| Seggio di coalizione          | Seggio di coalizione            | Seggio di coalizione | 37,01         | 3 676   | 34,64   | 1                                                            |        |       |       |
|                               | Massimo Gatti                   | Massimo Gatti        | Massimo Gatti | 3 216   | 30,31   | Democratici per Carate                                       | 3 033  | 30,28 | 3     |
| Seggio di coalizione          | Seggio di coalizione            | Seggio di coalizione | Massimo Gatti | 3 216   | 30,31   | 1                                                            |        |       |       |
| Totale                        | Totale                          | 9 520                | 100           | 10 612  | 100     |                                                              | 10 017 | 100   | 20    |
|                               |                                 |                      |               |         |         |                                                              |        |       |       |
| Fonte: Ministero dell'interno |                                 |                      |               |         |         |                                                              |        |       |       |

#### Cesano Boscone
| Candidati                               | Candidati                  | II turno             | II turno         | I turno | I turno | Liste                              | Voti   | %     | Seggi |
| Candidati                               | Candidati                  | Voti                 | %                | Voti    | %       | Liste                              | Voti   | %     | Seggi |
| --------------------------------------- | -------------------------- | -------------------- | ---------------- | ------- | ------- | ---------------------------------- | ------ | ----- | ----- |
|                                         | Bruna Brembilla ✔️ Sindaca | 8 600                | 60,21            | 7 045   | 43,50   | Partito Democratico della Sinistra | 3 954  | 26,50 | 9     |
| Rifondazione Comunista                  | Bruna Brembilla ✔️ Sindaca | 8 600                | 60,21            | 7 045   | 43,50   | 1 246                              | 8,35   | 2     |       |
| Patto dei Democratici                   | Bruna Brembilla ✔️ Sindaca | 8 600                | 60,21            | 7 045   | 43,50   | 456                                | 3,06   | 1     |       |
| Partito Socialista Democratico Italiano | Bruna Brembilla ✔️ Sindaca | 8 600                | 60,21            | 7 045   | 43,50   | 325                                | 2,18   | –     |       |
|                                         | Mario Sandro Tofacchi      | 5 684                | 39,79            | 4 750   | 29,33   | Forza Italia                       | 3 264  | 21,88 | 3     |
| Alleanza Nazionale                      | Mario Sandro Tofacchi      | 5 684                | 39,79            | 4 750   | 29,33   | 1 149                              | 7,70   | 1     |       |
| Centro Cristiano Democratico            | Mario Sandro Tofacchi      | 5 684                | 39,79            | 4 750   | 29,33   | 165                                | 1,11   | –     |       |
| Seggio di coalizione                    | Seggio di coalizione       | Seggio di coalizione | 39,79            | 4 750   | 29,33   | 1                                  |        |       |       |
|                                         | Salvatore Indino           | Salvatore Indino     | Salvatore Indino | 1 075   | 6,64    | Popolari per Cesano                | 1 129  | 7,57  | –     |
| Seggio di coalizione                    | Seggio di coalizione       | Seggio di coalizione | Salvatore Indino | 1 075   | 6,64    | 1                                  |        |       |       |
|                                         | Massimo Mainardi           | Massimo Mainardi     | Massimo Mainardi | 1 023   | 6,32    | Lista Pannella                     | 1 022  | 6,85  | –     |
| Seggio di coalizione                    | Seggio di coalizione       | Seggio di coalizione | Massimo Mainardi | 1 023   | 6,32    | 1                                  |        |       |       |
|                                         | Mario Nannetti             | Mario Nannetti       | Mario Nannetti   | 892     | 5,51    | Lega Nord                          | 867    | 5,81  | –     |
| Seggio di coalizione                    | Seggio di coalizione       | Seggio di coalizione | Mario Nannetti   | 892     | 5,51    | 1                                  |        |       |       |
|                                         | Bruno Kokoschka            | Bruno Kokoschka      | Bruno Kokoschka  | 829     | 5,12    | Lista Civica                       | 772    | 5,17  | –     |
|                                         | Mirco Sacchi               | Mirco Sacchi         | Mirco Sacchi     | 582     | 3,59    | Italia Libera                      | 569    | 3,81  | –     |
| Totale                                  | Totale                     | 14 284               | 100              | 16 196  | 100     |                                    | 14 918 | 100   | 20    |
|                                         |                            |                      |                  |         |         |                                    |        |       |       |
| Fonte: Ministero dell'interno           |                            |                      |                  |         |         |                                    |        |       |       |

#### Cesano Maderno
|                               | Pietro Luigi Ponti ✔️ Sindaco | 11 398               | 54,19 | Partito Democratico della Sinistra           | 4 224  | 22,26 | 8  |  |  |
| Popolari                      | Pietro Luigi Ponti ✔️ Sindaco | 11 398               | 54,19 | 3 394                                        | 17,88  | 6     |    |  |  |
| Alleanza per Cesano           | Pietro Luigi Ponti ✔️ Sindaco | 11 398               | 54,19 | 1 966                                        | 10,36  | 4     |    |  |  |
|                               | Benito Grappeggia             | 5 032                | 23,92 | Forza Italia-Alleanza Nazionale              | 4 242  | 22,35 | 6  |  |  |
| Centro Cristiano Democratico  | Benito Grappeggia             | 5 032                | 23,92 | 667                                          | 3,51   | –     |    |  |  |
| Seggio di coalizione          | Seggio di coalizione          | Seggio di coalizione | 23,92 | 1                                            |        |       |    |  |  |
|                               | Ombretta Viganò               | 3 255                | 15,48 | Lega Nord                                    | 3 199  | 16,86 | 3  |  |  |
| Seggio di coalizione          | Seggio di coalizione          | Seggio di coalizione | 15,48 | 1                                            |        |       |    |  |  |
|                               | Giuseppe Maria Grassi         | 1 230                | 5,85  | Rifondazione Comunista-Federazione dei Verdi | 1 172  | 6,18  | –  |  |  |
| Seggio di coalizione          | Seggio di coalizione          | Seggio di coalizione | 5,85  | 1                                            |        |       |    |  |  |
|                               | Mauro Preziosa                | 118                  | 0,56  | Lombardia Nostra                             | 113    | 0,60  | –  |  |  |
| Totale                        | Totale                        | 21 033               | 100   |                                              | 18 977 | 100   | 30 |  |  |
|                               |                               |                      |       |                                              |        |       |    |  |  |
| Fonte: Ministero dell'interno |                               |                      |       |                                              |        |       |    |  |  |

#### Cinisello Balsamo
|                               | Daniela Matilde Gasparini Bernardi ✔️ Sindaco | 25 145               | 51,14 | Partito Democratico della Sinistra | 12 470 | 27,39 | 10 |  |  |
| Rifondazione Comunista        | Daniela Matilde Gasparini Bernardi ✔️ Sindaco | 25 145               | 51,14 | 4 645                              | 10,20  | 3     |    |  |  |
| Patto dei Democratici         | Daniela Matilde Gasparini Bernardi ✔️ Sindaco | 25 145               | 51,14 | 2 143                              | 4,71   | 1     |    |  |  |
| Federazione dei Verdi         | Daniela Matilde Gasparini Bernardi ✔️ Sindaco | 25 145               | 51,14 | 1 824                              | 4,01   | 1     |    |  |  |
| Popolari per Cinisello        | Daniela Matilde Gasparini Bernardi ✔️ Sindaco | 25 145               | 51,14 | 1 567                              | 3,44   | 1     |    |  |  |
|                               | Giuseppe Boccioni                             | 17 134               | 34,85 | Forza Italia-Polo Popolare         | 12 100 | 26,58 | 8  |  |  |
| Alleanza Nazionale            | Giuseppe Boccioni                             | 17 134               | 34,85 | 3 561                              | 7,82   | 2     |    |  |  |
| Partito Pensionati            | Giuseppe Boccioni                             | 17 134               | 34,85 | 474                                | 1,04   | –     |    |  |  |
| Seggio di coalizione          | Seggio di coalizione                          | Seggio di coalizione | 34,85 | 1                                  |        |       |    |  |  |
|                               | Raffaele Angelo Eugenio Leoni                 | 2 687                | 5,46  | Lega Nord                          | 2 714  | 5,96  | 1  |  |  |
| Seggio di coalizione          | Seggio di coalizione                          | Seggio di coalizione | 5,46  | 1                                  |        |       |    |  |  |
|                               | Ezio Meroni                                   | 2 588                | 5,26  | Ambiente e Solidarietà             | 2 465  | 5,41  | –  |  |  |
| Seggio di coalizione          | Seggio di coalizione                          | Seggio di coalizione | 5,26  | 1                                  |        |       |    |  |  |
|                               | Giancarlo Dalla Costa                         | 871                  | 1,77  | Lista Pannella                     | 804    | 1,77  | –  |  |  |
|                               | Carlo Mauro Agliardi                          | 746                  | 1,52  | Spazio Democratico                 | 758    | 1,67  | –  |  |  |
| Totale                        | Totale                                        | 49 171               | 100   |                                    | 45 525 | 100   | 30 |  |  |
|                               |                                               |                      |       |                                    |        |       |    |  |  |
| Fonte: Ministero dell'interno |                                               |                      |       |                                    |        |       |    |  |  |

#### Cologno Monzese
| Candidati                                                                          | Candidati                         | II turno                     | II turno                     | I turno | I turno | Liste                              | Voti   | %     | Seggi |
| Candidati                                                                          | Candidati                         | Voti                         | %                            | Voti    | %       | Liste                              | Voti   | %     | Seggi |
| ---------------------------------------------------------------------------------- | --------------------------------- | ---------------------------- | ---------------------------- | ------- | ------- | ---------------------------------- | ------ | ----- | ----- |
|                                                                                    | Giuseppe Antonio Milan ✔️ Sindaco | 16 194                       | 57,59                        | 11 771  | 36,72   | Partito Democratico della Sinistra | 6 510  | 21,85 | 12    |
| Insieme per Cologno (Popolari-Patto dei Democratici-Partito Repubblicano Italiano) | Giuseppe Antonio Milan ✔️ Sindaco | 16 194                       | 57,59                        | 11 771  | 36,72   | 1 994                              | 6,69   | 3     |       |
| Federazione dei Verdi                                                              | Giuseppe Antonio Milan ✔️ Sindaco | 16 194                       | 57,59                        | 11 771  | 36,72   | 1 876                              | 6,30   | 3     |       |
|                                                                                    | Emilio Battista Beretta           | 11 925                       | 42,41                        | 12 283  | 38,31   | Forza Italia                       | 7 797  | 26,17 | 5     |
| Alleanza Nazionale                                                                 | Emilio Battista Beretta           | 11 925                       | 42,41                        | 12 283  | 38,31   | 3 276                              | 10,99  | 2     |       |
| Centro Cristiano Democratico                                                       | Emilio Battista Beretta           | 11 925                       | 42,41                        | 12 283  | 38,31   | 592                                | 1,99   | –     |       |
| Seggio di coalizione                                                               | Seggio di coalizione              | Seggio di coalizione         | 42,41                        | 12 283  | 38,31   | 1                                  |        |       |       |
|                                                                                    | Giovanna Capelli                  | Giovanna Capelli             | Giovanna Capelli             | 2 969   | 9,26    | Rifondazione Comunista             | 2 889  | 9,70  | 1     |
| Seggio di coalizione                                                               | Seggio di coalizione              | Seggio di coalizione         | Giovanna Capelli             | 2 969   | 9,26    | 1                                  |        |       |       |
|                                                                                    | Enzo Emilio Arosio                | Enzo Emilio Arosio           | Enzo Emilio Arosio           | 2 634   | 8,22    | Cologno per Voi                    | 2 498  | 8,38  | –     |
| Seggio di coalizione                                                               | Seggio di coalizione              | Seggio di coalizione         | Enzo Emilio Arosio           | 2 634   | 8,22    | 1                                  |        |       |       |
|                                                                                    | Pasquale Giurato                  | Pasquale Giurato             | Pasquale Giurato             | 1 870   | 5,83    | Lega Nord                          | 1 861  | 6,25  | –     |
| Seggio di coalizione                                                               | Seggio di coalizione              | Seggio di coalizione         | Pasquale Giurato             | 1 870   | 5,83    | 1                                  |        |       |       |
|                                                                                    | Silvia Adele Portaccio Vanni      | Silvia Adele Portaccio Vanni | Silvia Adele Portaccio Vanni | 532     | 1,66    | Lista Pannella                     | 503    | 1,69  | –     |
| Totale                                                                             | Totale                            | 28 119                       | 100                          | 32 059  | 100     |                                    | 29 796 | 100   | 30    |
|                                                                                    |                                   |                              |                              |         |         |                                    |        |       |       |
| Fonte: Ministero dell'interno                                                      |                                   |                              |                              |         |         |                                    |        |       |       |

#### Cormano
| Candidati                     | Candidati                          | II turno                | II turno                | I turno | I turno | Liste                              | Voti   | %     | Seggi |
| Candidati                     | Candidati                          | Voti                    | %                       | Voti    | %       | Liste                              | Voti   | %     | Seggi |
| ----------------------------- | ---------------------------------- | ----------------------- | ----------------------- | ------- | ------- | ---------------------------------- | ------ | ----- | ----- |
|                               | Francesco Maria Boselli ✔️ Sindaco | 6 347                   | 57,40                   | 4 143   | 33,72   | Partito Democratico della Sinistra | 2 861  | 24,64 | 11    |
| Popolari                      | Francesco Maria Boselli ✔️ Sindaco | 6 347                   | 57,40                   | 4 143   | 33,72   | 438                                | 3,77   | 1     |       |
| Socialisti Italiani           | Francesco Maria Boselli ✔️ Sindaco | 6 347                   | 57,40                   | 4 143   | 33,72   | 197                                | 1,70   | –     |       |
|                               | Silvia Rossi                       | 4 711                   | 42,60                   | 3 326   | 27,07   | Forza Italia                       | 2 254  | 19,42 | 2     |
| Partito Popolare Italiano     | Silvia Rossi                       | 4 711                   | 42,60                   | 3 326   | 27,07   | 875                                | 7,54   | 1     |       |
| Lista Civica Cormano          | Silvia Rossi                       | 4 711                   | 42,60                   | 3 326   | 27,07   | 349                                | 3,01   | –     |       |
| Seggio di coalizione          | Seggio di coalizione               | Seggio di coalizione    | 42,60                   | 3 326   | 27,07   | 1                                  |        |       |       |
|                               | Fernando Grassi                    | Fernando Grassi         | Fernando Grassi         | 1 732   | 14,10   | Rifondazione Comunista             | 1 149  | 9,90  | 1     |
| Federazione dei Verdi         | Fernando Grassi                    | Fernando Grassi         | Fernando Grassi         | 1 732   | 14,10   | 501                                | 4,32   | –     |       |
| Seggio di coalizione          | Seggio di coalizione               | Seggio di coalizione    | Fernando Grassi         | 1 732   | 14,10   | 1                                  |        |       |       |
|                               | Virginio Guido Bombarda            | Virginio Guido Bombarda | Virginio Guido Bombarda | 1 164   | 9,47    | Alleanza Nazionale                 | 1 117  | 9,62  | –     |
| Seggio di coalizione          | Seggio di coalizione               | Seggio di coalizione    | Virginio Guido Bombarda | 1 164   | 9,47    | 1                                  |        |       |       |
|                               | Stefano Grugni                     | Stefano Grugni          | Stefano Grugni          | 1 162   | 9,46    | Lega Nord (A)                      | 1 135  | 9,78  | –     |
| Seggio di coalizione          | Seggio di coalizione               | Seggio di coalizione    | Stefano Grugni          | 1 162   | 9,46    | 1                                  |        |       |       |
|                               | Giorgio Vanni                      | Giorgio Vanni           | Giorgio Vanni           | 564     | 4,59    | Uniti per Cormano                  | 560    | 4,82  | –     |
|                               | Sofia Iadarola                     | Sofia Iadarola          | Sofia Iadarola          | 197     | 1,60    | Gente Comune                       | 173    | 1,49  | –     |
| Totale                        | Totale                             | 11 058                  | 100                     | 12 288  | 100     |                                    | 11 609 | 100   | 20    |
|                               |                                    |                         |                         |         |         |                                    |        |       |       |
| Fonte: Ministero dell'interno |                                    |                         |                         |         |         |                                    |        |       |       |

#### Cornaredo
| Candidati                        | Candidati                | II turno                | II turno                | I turno | I turno | Liste                              | Voti   | %     | Seggi |
| Candidati                        | Candidati                | Voti                    | %                       | Voti    | %       | Liste                              | Voti   | %     | Seggi |
| -------------------------------- | ------------------------ | ----------------------- | ----------------------- | ------- | ------- | ---------------------------------- | ------ | ----- | ----- |
|                                  | Claudio Croci ✔️ Sindaco | 7 649                   | 68,76                   | 6 329   | 49,99   | Partito Democratico della Sinistra | 2 703  | 23,45 | 6     |
| Popolari                         | Claudio Croci ✔️ Sindaco | 7 649                   | 68,76                   | 6 329   | 49,99   | 1 227                              | 10,64  | 3     |       |
| Rifondazione Comunista           | Claudio Croci ✔️ Sindaco | 7 649                   | 68,76                   | 6 329   | 49,99   | 1 122                              | 9,73   | 2     |       |
| Alternativa Solidarietà ambiente | Claudio Croci ✔️ Sindaco | 7 649                   | 68,76                   | 6 329   | 49,99   | 417                                | 3,62   | 1     |       |
|                                  | Vittorio Invernizzi      | 3 476                   | 31,24                   | 4 190   | 33,09   | Forza Italia                       | 2 946  | 25,56 | 5     |
| Alleanza Nazionale               | Vittorio Invernizzi      | 3 476                   | 31,24                   | 4 190   | 33,09   | 1 021                              | 8,86   | 1     |       |
| Seggio di coalizione             | Seggio di coalizione     | Seggio di coalizione    | 31,24                   | 4 190   | 33,09   | 1                                  |        |       |       |
|                                  | Luciano Bassani          | Luciano Bassani         | Luciano Bassani         | 1 149   | 9,08    | Lega Nord                          | 1 133  | 9,83  | –     |
| Seggio di coalizione             | Seggio di coalizione     | Seggio di coalizione    | Luciano Bassani         | 1 149   | 9,08    | 1                                  |        |       |       |
|                                  | Roberto Stefano Arzuffi  | Roberto Stefano Arzuffi | Roberto Stefano Arzuffi | 557     | 4,40    | Federazione dei Verdi              | 536    | 4,65  | –     |
|                                  | Claudio Massarotto       | Claudio Massarotto      | Claudio Massarotto      | 436     | 3,44    | Patto dei Democratici              | 423    | 3,67  | –     |
| Totale                           | Totale                   | 11 125                  | 100                     | 12 661  | 100     |                                    | 11 528 | 100   | 20    |
|                                  |                          |                         |                         |         |         |                                    |        |       |       |
| Fonte: Ministero dell'interno    |                          |                         |                         |         |         |                                    |        |       |       |

#### Corsico
| Candidati                              | Candidati                   | II turno             | II turno            | I turno | I turno | Liste                              | Voti   | %     | Seggi |
| Candidati                              | Candidati                   | Voti                 | %                   | Voti    | %       | Liste                              | Voti   | %     | Seggi |
| -------------------------------------- | --------------------------- | -------------------- | ------------------- | ------- | ------- | ---------------------------------- | ------ | ----- | ----- |
|                                        | Giorgio Perversi ✔️ Sindaco | 13 955               | 66,83               | 9 430   | 39,20   | Partito Democratico della Sinistra | 6 485  | 29,25 | 14    |
| Insieme per Corsico                    | Giorgio Perversi ✔️ Sindaco | 13 955               | 66,83               | 9 430   | 39,20   | 2 109                              | 9,51   | 4     |       |
|                                        | Clementino Re               | 6 925                | 33,17               | 8 172   | 33,97   | Forza Italia                       | 5 832  | 26,30 | 5     |
| Alleanza Nazionale                     | Clementino Re               | 6 925                | 33,17               | 8 172   | 33,97   | 1 993                              | 8,99   | 2     |       |
| Seggio di coalizione                   | Seggio di coalizione        | Seggio di coalizione | 33,17               | 8 172   | 33,97   | 1                                  |        |       |       |
|                                        | Vincenzo Mosca              | Vincenzo Mosca       | Vincenzo Mosca      | 2 299   | 9,56    | Rifondazione Comunista             | 2 049  | 9,24  | 1     |
| Seggio di coalizione                   | Seggio di coalizione        | Seggio di coalizione | Vincenzo Mosca      | 2 299   | 9,56    | 1                                  |        |       |       |
|                                        | Giovanni Giovannini         | Giovanni Giovannini  | Giovanni Giovannini | 1 760   | 7,32    | Federazione dei Verdi              | 1 032  | 4,65  | –     |
| Cristiano Sociali-Popolari per Corsico | Giovanni Giovannini         | Giovanni Giovannini  | Giovanni Giovannini | 1 760   | 7,32    | 463                                | 2,09   | –     |       |
| Seggio di coalizione                   | Seggio di coalizione        | Seggio di coalizione | Giovanni Giovannini | 1 760   | 7,32    | 1                                  |        |       |       |
|                                        | Claudio Boccotti            | Claudio Boccotti     | Claudio Boccotti    | 1 675   | 6,96    | Lega Nord                          | 1 552  | 7,00  | –     |
| Seggio di coalizione                   | Seggio di coalizione        | Seggio di coalizione | Claudio Boccotti    | 1 675   | 6,96    | 1                                  |        |       |       |
|                                        | Francesco Magisano          | Francesco Magisano   | Francesco Magisano  | 718     | 2,98    | Corsico Domani                     | 658    | 2,97  | –     |
| Totale                                 | Totale                      | 20 880               | 100                 | 24 054  | 100     |                                    | 22 173 | 100   | 30    |
|                                        |                             |                      |                     |         |         |                                    |        |       |       |
| Fonte: Ministero dell'interno          |                             |                      |                     |         |         |                                    |        |       |       |

#### Cusano Milanino
| Candidati                     | Candidati                    | II turno             | II turno       | I turno | I turno | Liste                                     | Voti   | %     | Seggi |
| Candidati                     | Candidati                    | Voti                 | %              | Voti    | %       | Liste                                     | Voti   | %     | Seggi |
| ----------------------------- | ---------------------------- | -------------------- | -------------- | ------- | ------- | ----------------------------------------- | ------ | ----- | ----- |
|                               | Giuseppe Maserati ✔️ Sindaco | 8 229                | 67,35          | 5 860   | 41,60   | Partito Democratico della Sinistra        | 2 734  | 21,73 | 7     |
| Rifondazione Comunista        | Giuseppe Maserati ✔️ Sindaco | 8 229                | 67,35          | 5 860   | 41,60   | 1 362                                     | 10,82  | 3     |       |
| Federazione dei Verdi         | Giuseppe Maserati ✔️ Sindaco | 8 229                | 67,35          | 5 860   | 41,60   | 993                                       | 7,89   | 2     |       |
|                               | Alessandro Colombo           | 3 989                | 32,65          | 4 857   | 34,48   | Forza Italia-Centro Cristiano Democratico | 3 361  | 26,71 | 3     |
| Alleanza Nazionale            | Alessandro Colombo           | 3 989                | 32,65          | 4 857   | 34,48   | 1 247                                     | 9,91   | 1     |       |
| Seggio di coalizione          | Seggio di coalizione         | Seggio di coalizione | 32,65          | 4 857   | 34,48   | 1                                         |        |       |       |
|                               | Enea Cerquetti               | Enea Cerquetti       | Enea Cerquetti | 3 368   | 23,91   | Popolari                                  | 1 155  | 9,18  | 1     |
| Lega Nord                     | Enea Cerquetti               | Enea Cerquetti       | Enea Cerquetti | 3 368   | 23,91   | 1 053                                     | 8,37   | 1     |       |
| Trasparenza                   | Enea Cerquetti               | Enea Cerquetti       | Enea Cerquetti | 3 368   | 23,91   | 677                                       | 5,38   | –     |       |
| Seggio di coalizione          | Seggio di coalizione         | Seggio di coalizione | Enea Cerquetti | 3 368   | 23,91   | 1                                         |        |       |       |
| Totale                        | Totale                       | 12 218               | 100            | 14 085  | 100     |                                           | 12 582 | 100   | 20    |
|                               |                              |                      |                |         |         |                                           |        |       |       |
| Fonte: Ministero dell'interno |                              |                      |                |         |         |                                           |        |       |       |

#### Giussano
| Candidati                     | Candidati                  | II turno                   | II turno                   | I turno | I turno | Liste                                                        | Voti   | %     | Seggi |
| Candidati                     | Candidati                  | Voti                       | %                          | Voti    | %       | Liste                                                        | Voti   | %     | Seggi |
| ----------------------------- | -------------------------- | -------------------------- | -------------------------- | ------- | ------- | ------------------------------------------------------------ | ------ | ----- | ----- |
|                               | Giulio Cassina ✔️ Sindaco  | 6 436                      | 56,38                      | 3 589   | 26,67   | Popolari per Giussano                                        | 2 216  | 17,23 | 8     |
| Partito Repubblicano Italiano | Giulio Cassina ✔️ Sindaco  | 6 436                      | 56,38                      | 3 589   | 26,67   | 1 061                                                        | 8,25   | 3     |       |
|                               | Edgardo Gabani             | 4 979                      | 43,62                      | 4 138   | 30,75   | Forza Italia-Centro Cristiano Democratico-Alleanza Nazionale | 3 991  | 31,03 | 3     |
| Seggio di coalizione          | Seggio di coalizione       | Seggio di coalizione       | 43,62                      | 4 138   | 30,75   | 1                                                            |        |       |       |
|                               | Umberto Ballabio           | Umberto Ballabio           | Umberto Ballabio           | 3 002   | 22,31   | Lega Nord                                                    | 2 963  | 23,04 | 2     |
| Seggio di coalizione          | Seggio di coalizione       | Seggio di coalizione       | Umberto Ballabio           | 3 002   | 22,31   | 1                                                            |        |       |       |
|                               | Roberto Soloni             | Roberto Soloni             | Roberto Soloni             | 1 203   | 8,94    | Giussano Solidale Progressisti                               | 1 143  | 8,89  | –     |
| Seggio di coalizione          | Seggio di coalizione       | Seggio di coalizione       | Roberto Soloni             | 1 203   | 8,94    | 1                                                            |        |       |       |
|                               | Ettore Pompeo Luigi Trezzi | Ettore Pompeo Luigi Trezzi | Ettore Pompeo Luigi Trezzi | 777     | 5,77    | Per Giussano                                                 | 744    | 5,78  | –     |
|                               | Domenico Flavio Ronzoni    | Domenico Flavio Ronzoni    | Domenico Flavio Ronzoni    | 406     | 3,02    | A3 Defless (A)                                               | 331    | 2,57  | –     |
| Seggio di coalizione          | Seggio di coalizione       | Seggio di coalizione       | Domenico Flavio Ronzoni    | 406     | 3,02    | 1                                                            |        |       |       |
|                               | Nazzareno Mesiano          | Nazzareno Mesiano          | Nazzareno Mesiano          | 341     | 2,53    | S4 Più (Sociale Scuola Sport Sanità)                         | 331    | 2,57  | –     |
| Totale                        | Totale                     | 11 415                     | 100                        | 13 456  | 100     |                                                              | 12 863 | 100   | 20    |
|                               |                            |                            |                            |         |         |                                                              |        |       |       |
| Fonte: Ministero dell'interno |                            |                            |                            |         |         |                                                              |        |       |       |

#### Gorgonzola
| Candidati                     | Candidati                       | II turno             | II turno           | I turno | I turno | Liste                              | Voti   | %     | Seggi |
| Candidati                     | Candidati                       | Voti                 | %                  | Voti    | %       | Liste                              | Voti   | %     | Seggi |
| ----------------------------- | ------------------------------- | -------------------- | ------------------ | ------- | ------- | ---------------------------------- | ------ | ----- | ----- |
|                               | Ernestino Mantegazza ✔️ Sindaco | 6 706                | 65,71              | 3 309   | 29,19   | Popolari per Gorgonzola            | 1 321  | 12,68 | 5     |
| Lega Nord                     | Ernestino Mantegazza ✔️ Sindaco | 6 706                | 65,71              | 3 309   | 29,19   | 1 124                              | 10,79  | 5     |       |
| Federazione dei Verdi         | Ernestino Mantegazza ✔️ Sindaco | 6 706                | 65,71              | 3 309   | 29,19   | 514                                | 4,93   | 2     |       |
|                               | Massimo Concioli                | 3 499                | 34,29              | 3 841   | 33,88   | Forza Italia                       | 2 613  | 25,08 | 2     |
| Alleanza Nazionale            | Massimo Concioli                | 3 499                | 34,29              | 3 841   | 33,88   | 940                                | 9,02   | 1     |       |
| Seggio di coalizione          | Seggio di coalizione            | Seggio di coalizione | 34,29              | 3 841   | 33,88   | 1                                  |        |       |       |
|                               | Mario Balconi                   | Mario Balconi        | Mario Balconi      | 2 427   | 21,41   | Partito Democratico della Sinistra | 2 323  | 22,29 | 2     |
| Seggio di coalizione          | Seggio di coalizione            | Seggio di coalizione | Mario Balconi      | 2 427   | 21,41   | 1                                  |        |       |       |
|                               | Giulio Radaelli                 | Giulio Radaelli      | Giulio Radaelli    | 1 087   | 9,59    | Lista Civica                       | 904    | 8,68  | –     |
| Seggio di coalizione          | Seggio di coalizione            | Seggio di coalizione | Giulio Radaelli    | 1 087   | 9,59    | 1                                  |        |       |       |
|                               | Giuseppe Sartirana              | Giuseppe Sartirana   | Giuseppe Sartirana | 673     | 5,94    | Rifondazione Comunista             | 681    | 6,54  | –     |
| Totale                        | Totale                          | 10 205               | 100                | 11 337  | 100     |                                    | 10 420 | 100   | 20    |
|                               |                                 |                      |                    |         |         |                                    |        |       |       |
| Fonte: Ministero dell'interno |                                 |                      |                    |         |         |                                    |        |       |       |

#### Lainate
| Candidati                                                     | Candidati                | II turno               | II turno               | I turno | I turno | Liste                              | Voti   | %     | Seggi |
| Candidati                                                     | Candidati                | Voti                   | %                      | Voti    | %       | Liste                              | Voti   | %     | Seggi |
| ------------------------------------------------------------- | ------------------------ | ---------------------- | ---------------------- | ------- | ------- | ---------------------------------- | ------ | ----- | ----- |
|                                                               | Pietro Romanò ✔️ Sindaco | 6 986                  | 54,91                  | 5 252   | 36,55   | Lainate nel Cuore                  | 2 611  | 20,12 | 7     |
| Forza Lainate                                                 | Pietro Romanò ✔️ Sindaco | 6 986                  | 54,91                  | 5 252   | 36,55   | 1 697                              | 13,08  | 5     |       |
|                                                               | Ombretta Degli Incerti   | 5 737                  | 45,09                  | 3 147   | 21,90   | Partito Democratico della Sinistra | 2 979  | 22,96 | 2     |
| Seggio di coalizione                                          | Seggio di coalizione     | Seggio di coalizione   | 45,09                  | 3 147   | 21,90   | 1                                  |        |       |       |
|                                                               | Maria Paola Albini       | Maria Paola Albini     | Maria Paola Albini     | 2 159   | 15,03   | Alleanza Nazionale                 | 1 318  | 10,16 | 1     |
| Centro Cristiano Democratico-Movimento Indipendente Lainatese | Maria Paola Albini       | Maria Paola Albini     | Maria Paola Albini     | 2 159   | 15,03   | 632                                | 4,87   | –     |       |
| Seggio di coalizione                                          | Seggio di coalizione     | Seggio di coalizione   | Maria Paola Albini     | 2 159   | 15,03   | 1                                  |        |       |       |
|                                                               | Domenico Tavian          | Domenico Tavian        | Domenico Tavian        | 1 984   | 13,81   | Lega Nord                          | 1 956  | 15,08 | 1     |
| Seggio di coalizione                                          | Seggio di coalizione     | Seggio di coalizione   | Domenico Tavian        | 1 984   | 13,81   | 1                                  |        |       |       |
|                                                               | Claudio Stellari         | Claudio Stellari       | Claudio Stellari       | 1 190   | 8,28    | Rifondazione Comunista             | 1 178  | 9,08  | –     |
| Seggio di coalizione                                          | Seggio di coalizione     | Seggio di coalizione   | Claudio Stellari       | 1 190   | 8,28    | 1                                  |        |       |       |
|                                                               | Livio Canzi              | Livio Canzi            | Livio Canzi            | 471     | 3,28    | Lainate Viva                       | 448    | 3,45  | –     |
|                                                               | Gianna Biliero Sferati   | Gianna Biliero Sferati | Gianna Biliero Sferati | 165     | 1,15    | Lainate e il Suo Futuro (A)        | 156    | 1,20  | –     |
| Totale                                                        | Totale                   | 12 723                 | 100                    | 14 368  | 100     |                                    | 12 975 | 100   | 20    |
|                                                               |                          |                        |                        |         |         |                                    |        |       |       |
| Fonte: Ministero dell'interno                                 |                          |                        |                        |         |         |                                    |        |       |       |

#### Melzo
| Candidati                     | Candidati                | II turno               | II turno               | I turno | I turno | Liste                              | Voti   | %     | Seggi |
| Candidati                     | Candidati                | Voti                   | %                      | Voti    | %       | Liste                              | Voti   | %     | Seggi |
| ----------------------------- | ------------------------ | ---------------------- | ---------------------- | ------- | ------- | ---------------------------------- | ------ | ----- | ----- |
|                               | Mario Barbaro ✔️ Sindaco | 7 645                  | 64,71                  | 4 488   | 34,20   | Partito Democratico della Sinistra | 2 387  | 19,56 | 7     |
| Popolari                      | Mario Barbaro ✔️ Sindaco | 7 645                  | 64,71                  | 4 488   | 34,20   | 1 521                              | 12,46  | 5     |       |
|                               | Giovanni Frates          | 4 170                  | 35,29                  | 4 440   | 33,83   | Forza Italia                       | 3 033  | 24,85 | 3     |
| Alleanza Nazionale            | Giovanni Frates          | 4 170                  | 35,29                  | 4 440   | 33,83   | 883                                | 7,24   | 1     |       |
| Centro Cristiano Democratico  | Giovanni Frates          | 4 170                  | 35,29                  | 4 440   | 33,83   | 306                                | 2,51   | –     |       |
| Seggio di coalizione          | Seggio di coalizione     | Seggio di coalizione   | 35,29                  | 4 440   | 33,83   | 1                                  |        |       |       |
|                               | Marco Alfonso Paiardi    | Marco Alfonso Paiardi  | Marco Alfonso Paiardi  | 1 498   | 11,42   | Rifondazione Comunista             | 1 432  | 11,73 | –     |
| Seggio di coalizione          | Seggio di coalizione     | Seggio di coalizione   | Marco Alfonso Paiardi  | 1 498   | 11,42   | 1                                  |        |       |       |
|                               | Vito Andreoni            | Vito Andreoni          | Vito Andreoni          | 1 205   | 9,18    | Lega Nord                          | 1 187  | 9,73  | –     |
| Seggio di coalizione          | Seggio di coalizione     | Seggio di coalizione   | Vito Andreoni          | 1 205   | 9,18    | 1                                  |        |       |       |
|                               | Flaviano Marco Forloni   | Flaviano Marco Forloni | Flaviano Marco Forloni | 1 040   | 7,93    | Insieme per Melzo                  | 1 017  | 8,33  | –     |
| Seggio di coalizione          | Seggio di coalizione     | Seggio di coalizione   | Flaviano Marco Forloni | 1 040   | 7,93    | 1                                  |        |       |       |
|                               | Gianpaolo Andrissi       | Gianpaolo Andrissi     | Gianpaolo Andrissi     | 452     | 3,44    | Federazione dei Verdi              | 438    | 3,59  | –     |
| Totale                        | Totale                   | 11 815                 | 100                    | 13 123  | 100     |                                    | 12 204 | 100   | 20    |
|                               |                          |                        |                        |         |         |                                    |        |       |       |
| Fonte: Ministero dell'interno |                          |                        |                        |         |         |                                    |        |       |       |

#### Muggiò
| Candidati                     | Candidati                   | II turno             | II turno          | I turno | I turno | Liste                              | Voti   | %     | Seggi |
| Candidati                     | Candidati                   | Voti                 | %                 | Voti    | %       | Liste                              | Voti   | %     | Seggi |
| ----------------------------- | --------------------------- | -------------------- | ----------------- | ------- | ------- | ---------------------------------- | ------ | ----- | ----- |
|                               | Stefano Rijoff ✔️ Sindaco   | 7 697                | 64,26             | 5 540   | 40,65   | Partito Democratico della Sinistra | 2 688  | 19,72 | 7     |
| Rifondazione Comunista        | Stefano Rijoff ✔️ Sindaco   | 7 697                | 64,26             | 5 540   | 40,65   | 1 381                              | 10,13  | 4     |       |
| Patto dei Democratici         | Stefano Rijoff ✔️ Sindaco   | 7 697                | 64,26             | 5 540   | 40,65   | 481                                | 3,53   | 1     |       |
| Partito Repubblicano Italiano | Stefano Rijoff ✔️ Sindaco   | 7 697                | 64,26             | 5 540   | 40,65   | 205                                | 1,50   | –     |       |
|                               | Girolamo Antonino Briguglio | 4 280                | 35,74             | 3 397   | 24,92   | Forza Italia-Polo Popolare         | 3 408  | 25,01 | 2     |
| Seggio di coalizione          | Seggio di coalizione        | Seggio di coalizione | 35,74             | 3 397   | 24,92   | 1                                  |        |       |       |
|                               | Angelo Galletti             | Angelo Galletti      | Angelo Galletti   | 1 826   | 13,40   | Lega Nord                          | 1 812  | 13,30 | 1     |
| Seggio di coalizione          | Seggio di coalizione        | Seggio di coalizione | Angelo Galletti   | 1 826   | 13,40   | 1                                  |        |       |       |
|                               | Vittorio Salvioni           | Vittorio Salvioni    | Vittorio Salvioni | 1 779   | 13,05   | Popolari                           | 1 725  | 12,66 | 1     |
| Seggio di coalizione          | Seggio di coalizione        | Seggio di coalizione | Vittorio Salvioni | 1 779   | 13,05   | 1                                  |        |       |       |
|                               | Domenico Grillo             | Domenico Grillo      | Domenico Grillo   | 1 087   | 7,98    | Alleanza Nazionale                 | 1 083  | 7,95  | –     |
| Seggio di coalizione          | Seggio di coalizione        | Seggio di coalizione | Domenico Grillo   | 1 087   | 7,98    | 1                                  |        |       |       |
| Totale                        | Totale                      | 11 977               | 100               | 13 629  | 100     |                                    | 13 629 | 100   | 20    |
|                               |                             |                      |                   |         |         |                                    |        |       |       |
| Fonte: Ministero dell'interno |                             |                      |                   |         |         |                                    |        |       |       |

#### Nova Milanese
| Candidati                     | Candidati                 | II turno             | II turno            | I turno | I turno | Liste                              | Voti   | %     | Seggi |
| Candidati                     | Candidati                 | Voti                 | %                   | Voti    | %       | Liste                              | Voti   | %     | Seggi |
| ----------------------------- | ------------------------- | -------------------- | ------------------- | ------- | ------- | ---------------------------------- | ------ | ----- | ----- |
|                               | Laura Barzaghi ✔️ Sindaca | 8 065                | 68,80               | 6 584   | 47,58   | Partito Democratico della Sinistra | 3 128  | 24,03 | 6     |
| Popolari                      | Laura Barzaghi ✔️ Sindaca | 8 065                | 68,80               | 6 584   | 47,58   | 2 821                              | 21,67  | 6     |       |
|                               | Enrico Pessi              | 3 658                | 31,20               | 3 412   | 24,66   | Federazione dei Verdi              | 3 288  | 25,26 | 3     |
| Seggio di coalizione          | Seggio di coalizione      | Seggio di coalizione | 31,20               | 3 412   | 24,66   | 1                                  |        |       |       |
|                               | Luisella Fantuzzo         | Luisella Fantuzzo    | Luisella Fantuzzo   | 1 502   | 10,85   | Rifondazione Comunista             | 1 481  | 11,38 | 1     |
| Seggio di coalizione          | Seggio di coalizione      | Seggio di coalizione | Luisella Fantuzzo   | 1 502   | 10,85   | 1                                  |        |       |       |
|                               | Antonio Colombo           | Antonio Colombo      | Antonio Colombo     | 994     | 7,18    | Patto dei Democratici              | 951    | 7,31  | –     |
| Seggio di coalizione          | Seggio di coalizione      | Seggio di coalizione | Antonio Colombo     | 994     | 7,18    | 1                                  |        |       |       |
|                               | Floriana Villareale       | Floriana Villareale  | Floriana Villareale | 757     | 5,47    | Alleanza Nazionale                 | 755    | 5,80  | –     |
| Seggio di coalizione          | Seggio di coalizione      | Seggio di coalizione | Floriana Villareale | 757     | 5,47    | 1                                  |        |       |       |
|                               | Michele Segreto           | Michele Segreto      | Michele Segreto     | 589     | 4,26    | Forza Italia-Polo Popolare         | 593    | 4,56  | –     |
| Totale                        | Totale                    | 11 723               | 100                 | 13 838  | 100     |                                    | 13 017 | 100   | 20    |
|                               |                           |                      |                     |         |         |                                    |        |       |       |
| Fonte: Ministero dell'interno |                           |                      |                     |         |         |                                    |        |       |       |

#### Novate Milanese
| Candidati                     | Candidati                   | II turno             | II turno             | I turno | I turno | Liste                              | Voti   | %     | Seggi |
| Candidati                     | Candidati                   | Voti                 | %                    | Voti    | %       | Liste                              | Voti   | %     | Seggi |
| ----------------------------- | --------------------------- | -------------------- | -------------------- | ------- | ------- | ---------------------------------- | ------ | ----- | ----- |
|                               | Amalia Fumagalli ✔️ Sindaca | 7 947                | 65,79                | 5 519   | 40,28   | Partito Democratico della Sinistra | 3 012  | 23,31 | 7     |
| Popolari                      | Amalia Fumagalli ✔️ Sindaca | 7 947                | 65,79                | 5 519   | 40,28   | 1 593                              | 12,33  | 4     |       |
| Federazione Laburista         | Amalia Fumagalli ✔️ Sindaca | 7 947                | 65,79                | 5 519   | 40,28   | 617                                | 4,78   | 1     |       |
|                               | Rosanna Maria Cremona       | 4 132                | 34,21                | 4 309   | 31,45   | Forza Italia                       | 2 840  | 21,98 | 3     |
| Alleanza Nazionale            | Rosanna Maria Cremona       | 4 132                | 34,21                | 4 309   | 31,45   | 1 110                              | 8,59   | 1     |       |
| Seggio di coalizione          | Seggio di coalizione        | Seggio di coalizione | 34,21                | 4 309   | 31,45   | 1                                  |        |       |       |
|                               | Gaspare Carlo Jean          | Gaspare Carlo Jean   | Gaspare Carlo Jean   | 1 714   | 12,51   | Rifondazione Comunista             | 1 654  | 12,80 | 1     |
| Seggio di coalizione          | Seggio di coalizione        | Seggio di coalizione | Gaspare Carlo Jean   | 1 714   | 12,51   | 1                                  |        |       |       |
|                               | Gino Marchetto              | Gino Marchetto       | Gino Marchetto       | 1 114   | 8,13    | Lega Nord                          | 1 097  | 8,49  | –     |
| Seggio di coalizione          | Seggio di coalizione        | Seggio di coalizione | Gino Marchetto       | 1 114   | 8,13    | 1                                  |        |       |       |
|                               | Alessandra Pedraglio        | Alessandra Pedraglio | Alessandra Pedraglio | 614     | 4,48    | Federazione dei Verdi              | 637    | 4,93  | –     |
|                               | Federico Tavola             | Federico Tavola      | Federico Tavola      | 430     | 3,14    | Partito Repubblicano Italiano      | 361    | 2,79  | –     |
| Totale                        | Totale                      | 12 079               | 100                  | 13 700  | 100     |                                    | 12 921 | 100   | 20    |
|                               |                             |                      |                      |         |         |                                    |        |       |       |
| Fonte: Ministero dell'interno |                             |                      |                      |         |         |                                    |        |       |       |

#### Paderno Dugnano
| Candidati                     | Candidati                | II turno                 | II turno                 | I turno | I turno | Liste                                      | Voti   | %     | Seggi |
| Candidati                     | Candidati                | Voti                     | %                        | Voti    | %       | Liste                                      | Voti   | %     | Seggi |
| ----------------------------- | ------------------------ | ------------------------ | ------------------------ | ------- | ------- | ------------------------------------------ | ------ | ----- | ----- |
|                               | Ezio Casati ✔️ Sindaco   | 15 538                   | 61,05                    | 8 228   | 28,50   | Partito Democratico della Sinistra         | 4 976  | 18,41 | 10    |
| Partito Popolare Italiano     | Ezio Casati ✔️ Sindaco   | 15 538                   | 61,05                    | 8 228   | 28,50   | 2 297                                      | 8,50   | 5     |       |
|                               | Santino Natale Galbiati  | 9 915                    | 38,95                    | 9 897   | 34,28   | Forza Italia                               | 6 555  | 24,25 | 5     |
| Alleanza Nazionale            | Santino Natale Galbiati  | 9 915                    | 38,95                    | 9 897   | 34,28   | 1 674                                      | 6,19   | 1     |       |
| Centro Cristiano Democratico  | Santino Natale Galbiati  | 9 915                    | 38,95                    | 9 897   | 34,28   | 1 190                                      | 4,40   | –     |       |
| Seggio di coalizione          | Seggio di coalizione     | Seggio di coalizione     | 38,95                    | 9 897   | 34,28   | 1                                          |        |       |       |
|                               | Ernesto Cairoli          | Ernesto Cairoli          | Ernesto Cairoli          | 3 287   | 11,38   | Rifondazione Comunista                     | 3 259  | 12,05 | 1     |
| Seggio di coalizione          | Seggio di coalizione     | Seggio di coalizione     | Ernesto Cairoli          | 3 287   | 11,38   | 1                                          |        |       |       |
|                               | Virginio Marcello Piatti | Virginio Marcello Piatti | Virginio Marcello Piatti | 3 099   | 10,73   | Lega Nord                                  | 2 990  | 11,06 | 1     |
| Seggio di coalizione          | Seggio di coalizione     | Seggio di coalizione     | Virginio Marcello Piatti | 3 099   | 10,73   | 1                                          |        |       |       |
|                               | Adamo Ricci              | Adamo Ricci              | Adamo Ricci              | 1 909   | 6,61    | Federazione dei Verdi (A)                  | 1 826  | 6,75  | 2     |
| Seggio di coalizione          | Seggio di coalizione     | Seggio di coalizione     | Adamo Ricci              | 1 909   | 6,61    | 1                                          |        |       |       |
|                               | Luigi Scurati            | Luigi Scurati            | Luigi Scurati            | 1 631   | 5,65    | Unione Democratica per Paderno Dugnano (B) | 1 478  | 5,47  | –     |
| Seggio di coalizione          | Seggio di coalizione     | Seggio di coalizione     | Luigi Scurati            | 1 631   | 5,65    | 1                                          |        |       |       |
|                               | Osvaldo Pozzi            | Osvaldo Pozzi            | Osvaldo Pozzi            | 823     | 2,85    | Patto dei Democratici                      | 790    | 2,92  | –     |
| Totale                        | Totale                   | 25 453                   | 100                      | 28 874  | 100     |                                            | 27 035 | 100   | 30    |
|                               |                          |                          |                          |         |         |                                            |        |       |       |
| Fonte: Ministero dell'interno |                          |                          |                          |         |         |                                            |        |       |       |

#### Peschiera Borromeo
|                               | Marco Malinverno ✔️ Sindaco | 6 148                | 51,11 | Partito Democratico della Sinistra | 3 559  | 32,12 | 8  |  |  |
| Il Castello                   | Marco Malinverno ✔️ Sindaco | 6 148                | 51,11 | 1 085                              | 9,79   | 2     |    |  |  |
| Popolari                      | Marco Malinverno ✔️ Sindaco | 6 148                | 51,11 | 954                                | 8,61   | 2     |    |  |  |
|                               | Giuseppe Maria Facciorusso  | 4 256                | 35,38 | Forza Italia-Polo Popolare         | 2 804  | 25,31 | 5  |  |  |
| Alleanza Nazionale            | Giuseppe Maria Facciorusso  | 4 256                | 35,38 | 1 108                              | 10,00  | 1     |    |  |  |
| Seggio di coalizione          | Seggio di coalizione        | Seggio di coalizione | 35,38 | 1                                  |        |       |    |  |  |
|                               | Giorgio De Ponti            | 989                  | 8,22  | Lega Nord                          | 953    | 8,60  | –  |  |  |
| Seggio di coalizione          | Seggio di coalizione        | Seggio di coalizione | 8,22  | 1                                  |        |       |    |  |  |
|                               | Massimo Chiodo              | 405                  | 3,37  | Lista Pannella                     | 386    | 3,48  | –  |  |  |
|                               | Pasquale Graziano           | 232                  | 1,93  | Socialisti per Peschiera           | 230    | 2,08  | –  |  |  |
| Totale                        | Totale                      | 12 030               | 100   |                                    | 11 079 | 100   | 20 |  |  |
|                               |                             |                      |       |                                    |        |       |    |  |  |
| Fonte: Ministero dell'interno |                             |                      |       |                                    |        |       |    |  |  |

#### Rozzano
| Candidati                     | Candidati                        | II turno                        | II turno                        | I turno | I turno | Liste                              | Voti   | %     | Seggi |
| Candidati                     | Candidati                        | Voti                            | %                               | Voti    | %       | Liste                              | Voti   | %     | Seggi |
| ----------------------------- | -------------------------------- | ------------------------------- | ------------------------------- | ------- | ------- | ---------------------------------- | ------ | ----- | ----- |
|                               | Maria Rosa Malinverno ✔️ Sindaca | 11 978                          | 57,07                           | 7 873   | 35,03   | Partito Democratico della Sinistra | 5 876  | 24,64 | 16    |
| Popolari                      | Maria Rosa Malinverno ✔️ Sindaca | 11 978                          | 57,07                           | 7 873   | 35,03   | 978                                | 4,10   | 2     |       |
| Socialisti Italiani           | Maria Rosa Malinverno ✔️ Sindaca | 11 978                          | 57,07                           | 7 873   | 35,03   | 346                                | 1,45   | –     |       |
|                               | Ermanno Valli                    | 9 012                           | 42,93                           | 9 025   | 40,15   | Forza Italia                       | 6 023  | 25,25 | 5     |
| Alleanza Nazionale            | Ermanno Valli                    | 9 012                           | 42,93                           | 9 025   | 40,15   | 2 224                              | 9,32   | 2     |       |
| Centro Cristiano Democratico  | Ermanno Valli                    | 9 012                           | 42,93                           | 9 025   | 40,15   | 325                                | 1,36   | –     |       |
| Seggio di coalizione          | Seggio di coalizione             | Seggio di coalizione            | 42,93                           | 9 025   | 40,15   | 1                                  |        |       |       |
|                               | Giuseppe Eriano                  | Giuseppe Eriano                 | Giuseppe Eriano                 | 2 550   | 11,35   | Rifondazione Comunista             | 2 530  | 10,61 | 1     |
| Seggio di coalizione          | Seggio di coalizione             | Seggio di coalizione            | Giuseppe Eriano                 | 2 550   | 11,35   | 1                                  |        |       |       |
|                               | Marco Antonio Domiziano De Bono  | Marco Antonio Domiziano De Bono | Marco Antonio Domiziano De Bono | 1 507   | 6,70    | Lega Nord                          | 1 507  | 6,32  | –     |
| Seggio di coalizione          | Seggio di coalizione             | Seggio di coalizione            | Marco Antonio Domiziano De Bono | 1 507   | 6,70    | 1                                  |        |       |       |
|                               | Emanuele Pellegrini              | Emanuele Pellegrini             | Emanuele Pellegrini             | 1 193   | 5,31    | Federazione dei Verdi              | 627    | 2,63  | –     |
| La Rozzano che Vogliamo       | Emanuele Pellegrini              | Emanuele Pellegrini             | Emanuele Pellegrini             | 1 193   | 5,31    | 370                                | 1,55   | –     |       |
|                               | Marisa Pasina Rimoldi            | Marisa Pasina Rimoldi           | Marisa Pasina Rimoldi           | 1 053   | 4,68    | Insieme per Rozzano (A)            | 1 039  | 4,36  | –     |
| Seggio di coalizione          | Seggio di coalizione             | Seggio di coalizione            | Marisa Pasina Rimoldi           | 1 053   | 4,68    | 1                                  |        |       |       |
|                               | Mauro Caraccini                  | Mauro Caraccini                 | Mauro Caraccini                 | 651     | 2,90    | Progetto Rozzano                   | 631    | 2,65  | –     |
| Totale                        | Totale                           | 20 990                          | 100                             | 22 476  | 100     |                                    | 23 852 | 100   | 30    |
|                               |                                  |                                 |                                 |         |         |                                    |        |       |       |
| Fonte: Ministero dell'interno |                                  |                                 |                                 |         |         |                                    |        |       |       |

#### San Giuliano Milanese
|                                          | Virginio Bordoni ✔️ Sindaco   | 11 679               | 55,45 | Partito Democratico della Sinistra | 6 754  | 34,04 | 12 |  |  |
| Rifondazione Comunista                   | Virginio Bordoni ✔️ Sindaco   | 11 679               | 55,45 | 1 833                              | 9,24   | 3     |    |  |  |
| Federazione Laburista                    | Virginio Bordoni ✔️ Sindaco   | 11 679               | 55,45 | 738                                | 3,72   | 1     |    |  |  |
| Federazione dei Verdi                    | Virginio Bordoni ✔️ Sindaco   | 11 679               | 55,45 | 736                                | 3,71   | 1     |    |  |  |
| Solidarietà e Partecipazione             | Virginio Bordoni ✔️ Sindaco   | 11 679               | 55,45 | 616                                | 3,10   | 1     |    |  |  |
|                                          | Marco Camillo Menozzi         | 5 761                | 27,35 | Forza Italia                       | 4 590  | 23,13 | 6  |  |  |
| Centro Cristiano Democratico-Patto Segni | Marco Camillo Menozzi         | 5 761                | 27,35 | 1 049                              | 5,29   | 1     |    |  |  |
| Seggio di coalizione                     | Seggio di coalizione          | Seggio di coalizione | 27,35 | 1                                  |        |       |    |  |  |
|                                          | Gian Paolo Landi di Chiavenna | 1 467                | 6,96  | Alleanza Nazionale                 | 1 431  | 7,21  | 1  |  |  |
| Seggio di coalizione                     | Seggio di coalizione          | Seggio di coalizione | 6,96  | 1                                  |        |       |    |  |  |
|                                          | Franco Oldani                 | 1 451                | 6,89  | Lega Nord                          | 1 390  | 7,00  | 1  |  |  |
| Seggio di coalizione                     | Seggio di coalizione          | Seggio di coalizione | 6,89  | 1                                  |        |       |    |  |  |
|                                          | Gaetano Tre Re                | 420                  | 1,99  | Le Due Città                       | 432    | 2,18  | –  |  |  |
|                                          | Antonino Scornavacche         | 286                  | 1,36  | San Giuliano per i Sangiulianesi   | 274    | 1,38  | –  |  |  |
| Totale                                   | Totale                        | 21 064               | 100   |                                    | 19 843 | 100   | 30 |  |  |
|                                          |                               |                      |       |                                    |        |       |    |  |  |
| Fonte: Ministero dell'interno            |                               |                      |       |                                    |        |       |    |  |  |

#### Senago
| Candidati                     | Candidati                      | II turno             | II turno             | I turno | I turno | Liste                              | Voti   | %     | Seggi |
| Candidati                     | Candidati                      | Voti                 | %                    | Voti    | %       | Liste                              | Voti   | %     | Seggi |
| ----------------------------- | ------------------------------ | -------------------- | -------------------- | ------- | ------- | ---------------------------------- | ------ | ----- | ----- |
|                               | Lino Maria Pogliani ✔️ Sindaco | 6 841                | 62,62                | 4 837   | 39,86   | Partito Democratico della Sinistra | 3 106  | 27,23 | 9     |
| Per Senago                    | Lino Maria Pogliani ✔️ Sindaco | 6 841                | 62,62                | 4 837   | 39,86   | 1 349                              | 11,83  | 3     |       |
|                               | Piero Ambrogio Balzarotti      | 4 084                | 37,38                | 4 501   | 37,09   | Forza Italia                       | 2 719  | 23,84 | 4     |
| Partito Popolare Italiano     | Piero Ambrogio Balzarotti      | 4 084                | 37,38                | 4 501   | 37,09   | 876                                | 7,68   | 1     |       |
| Alleanza Nazionale            | Piero Ambrogio Balzarotti      | 4 084                | 37,38                | 4 501   | 37,09   | 603                                | 5,29   | –     |       |
| Seggio di coalizione          | Seggio di coalizione           | Seggio di coalizione | 37,38                | 4 501   | 37,09   | 1                                  |        |       |       |
|                               | Rosaria Di Stefano             | Rosaria Di Stefano   | Rosaria Di Stefano   | 1 184   | 9,76    | Rifondazione Comunista             | 1 171  | 10,27 | –     |
| Seggio di coalizione          | Seggio di coalizione           | Seggio di coalizione | Rosaria Di Stefano   | 1 184   | 9,76    | 1                                  |        |       |       |
|                               | Emilio Ernesto Monti           | Emilio Ernesto Monti | Emilio Ernesto Monti | 1 055   | 8,69    | Lega Nord                          | 1 062  | 9,31  | –     |
| Seggio di coalizione          | Seggio di coalizione           | Seggio di coalizione | Emilio Ernesto Monti | 1 055   | 8,69    | 1                                  |        |       |       |
|                               | Ambrogio Gaggioli              | Ambrogio Gaggioli    | Ambrogio Gaggioli    | 557     | 4,59    | Senago Domani                      | 520    | 4,56  | –     |
| Totale                        | Totale                         | 10 925               | 100                  | 12 134  | 100     |                                    | 11 406 | 100   | 20    |
|                               |                                |                      |                      |         |         |                                    |        |       |       |
| Fonte: Ministero dell'interno |                                |                      |                      |         |         |                                    |        |       |       |

#### Settimo Milanese
| Candidati                        | Candidati                 | II turno             | II turno      | I turno | I turno | Liste                                                        | Voti  | %     | Seggi |
| Candidati                        | Candidati                 | Voti                 | %             | Voti    | %       | Liste                                                        | Voti  | %     | Seggi |
| -------------------------------- | ------------------------- | -------------------- | ------------- | ------- | ------- | ------------------------------------------------------------ | ----- | ----- | ----- |
|                                  | Emilio Bianchi ✔️ Sindaco | 5 875                | 60,50         | 4 770   | 44,34   | Partito Democratico della Sinistra                           | 3 028 | 30,65 | 9     |
| Rifondazione Comunista           | Emilio Bianchi ✔️ Sindaco | 5 875                | 60,50         | 4 770   | 44,34   | 1 007                                                        | 10,19 | 2     |       |
| Lista Civica di Settimo Milanese | Emilio Bianchi ✔️ Sindaco | 5 875                | 60,50         | 4 770   | 44,34   | 473                                                          | 4,79  | 1     |       |
|                                  | Carlo Alberto Anfossi     | 3 836                | 39,50         | 3 391   | 31,52   | Forza Italia-Centro Cristiano Democratico-Alleanza Nazionale | 3 328 | 33,69 | 4     |
| Seggio di coalizione             | Seggio di coalizione      | Seggio di coalizione | 39,50         | 3 391   | 31,52   | 1                                                            |       |       |       |
|                                  | Luigi Pastori             | Luigi Pastori        | Luigi Pastori | 2 597   | 24,14   | Lega Nord-Federazione dei Verdi                              | 1 111 | 11,25 | 1     |
| Popolari per Settimo             | Luigi Pastori             | Luigi Pastori        | Luigi Pastori | 2 597   | 24,14   | 932                                                          | 9,43  | 1     |       |
| Seggio di coalizione             | Seggio di coalizione      | Seggio di coalizione | Luigi Pastori | 2 597   | 24,14   | 1                                                            |       |       |       |
| Totale                           | Totale                    | 9 711                | 100           | 10 758  | 100     |                                                              | 9 879 | 100   | 20    |
|                                  |                           |                      |               |         |         |                                                              |       |       |       |
| Fonte: Ministero dell'interno    |                           |                      |               |         |         |                                                              |       |       |       |

### Provincia di Bergamo

#### Bergamo
| Candidati                        | Candidati                  | II turno             | II turno           | I turno | I turno | Liste                        | Voti   | %     | Seggi |
| Candidati                        | Candidati                  | Voti                 | %                  | Voti    | %       | Liste                        | Voti   | %     | Seggi |
| -------------------------------- | -------------------------- | -------------------- | ------------------ | ------- | ------- | ---------------------------- | ------ | ----- | ----- |
|                                  | Guido Vicentini ✔️ Sindaco | 39 492               | 53,01              | 19 301  | 23,97   | Popolari                     | 6 658  | 8,70  | 9     |
| Bergamo Democratica              | Guido Vicentini ✔️ Sindaco | 39 492               | 53,01              | 19 301  | 23,97   | 6 421                        | 8,39   | 9     |       |
| Patto dei Democratici            | Guido Vicentini ✔️ Sindaco | 39 492               | 53,01              | 19 301  | 23,97   | 4 918                        | 6,42   | 6     |       |
|                                  | Ilario Testa               | 35 001               | 46,99              | 18 268  | 22,69   | Forza Italia-Polo Popolare   | 18 150 | 23,71 | –     |
| Seggio di coalizione             | Seggio di coalizione       | Seggio di coalizione | 46,99              | 18 268  | 22,69   | 1                            |        |       |       |
|                                  | Roberto Calderoli          | Roberto Calderoli    | Roberto Calderoli  | 16 785  | 20,85   | Lega Nord                    | 16 162 | 21,11 | 4     |
| Seggio di coalizione             | Seggio di coalizione       | Seggio di coalizione | Roberto Calderoli  | 16 785  | 20,85   | 1                            |        |       |       |
|                                  | Franco Tentorio            | Franco Tentorio      | Franco Tentorio    | 15 064  | 18,71   | Alleanza Nazionale (A)       | 11 068 | 14,46 | 2     |
| Centro Cristiano Democratico (A) | Franco Tentorio            | Franco Tentorio      | Franco Tentorio    | 15 064  | 18,71   | 1 866                        | 2,44   | –     |       |
| Seggio di coalizione             | Seggio di coalizione       | Seggio di coalizione | Franco Tentorio    | 15 064  | 18,71   | 1                            |        |       |       |
|                                  | Roberto Trussardi          | Roberto Trussardi    | Roberto Trussardi  | 6 276   | 7,79    | Rifondazione Comunista       | 6 182  | 8,07  | –     |
| Seggio di coalizione             | Seggio di coalizione       | Seggio di coalizione | Roberto Trussardi  | 6 276   | 7,79    | 1                            |        |       |       |
|                                  | Vittorio Ambrosini         | Vittorio Ambrosini   | Vittorio Ambrosini | 3 428   | 4,26    | Insieme per Bergamo ('A)     | 3 393  | 4,43  | –     |
| Seggio di coalizione             | Seggio di coalizione       | Seggio di coalizione | Vittorio Ambrosini | 3 428   | 4,26    | 1                            |        |       |       |
|                                  | Andreino Carrara           | Andreino Carrara     | Andreino Carrara   | 1 266   | 1,57    | Diritti e Doveri             | 1 338  | 1,75  | –     |
|                                  | Benedetto Valle            | Benedetto Valle      | Benedetto Valle    | 432     | 0,54    | Partito della Legge Naturale | 409    | 0,53  | –     |
| Totale                           | Totale                     | 74 493               | 100                | 80 520  | 100     |                              | 76 565 | 100   | 40    |
|                                  |                            |                      |                    |         |         |                              |        |       |       |
| Fonte: Ministero dell'interno    |                            |                      |                    |         |         |                              |        |       |       |

#### Albino
| Candidati                     | Candidati                         | II turno              | II turno              | I turno | I turno | Liste              | Voti   | %     | Seggi |
| Candidati                     | Candidati                         | Voti                  | %                     | Voti    | %       | Liste              | Voti   | %     | Seggi |
| ----------------------------- | --------------------------------- | --------------------- | --------------------- | ------- | ------- | ------------------ | ------ | ----- | ----- |
|                               | Mario Cugini ✔️ Sindaco           | 6 382                 | 61,50                 | 4 272   | 38,55   | Lega Nord          | 4 173  | 38,55 | 12    |
|                               | Maria Gabriella Bortolotti Liboni | 3 995                 | 38,50                 | 2 564   | 23,14   | Nuova Proposta     | 2 474  | 22,85 | 2     |
| Seggio di coalizione          | Seggio di coalizione              | Seggio di coalizione  | 38,50                 | 2 564   | 23,14   | 1                  |        |       |       |
|                               | Luigi Maurizio Ongaro             | Luigi Maurizio Ongaro | Luigi Maurizio Ongaro | 2 137   | 19,28   | Popolari           | 2 107  | 19,46 | 2     |
| Seggio di coalizione          | Seggio di coalizione              | Seggio di coalizione  | Luigi Maurizio Ongaro | 2 137   | 19,28   | 1                  |        |       |       |
|                               | Ugo Domenico Ravasio              | Ugo Domenico Ravasio  | Ugo Domenico Ravasio  | 2 109   | 19,03   | Polo delle Libertà | 2 072  | 19,14 | 1     |
| Seggio di coalizione          | Seggio di coalizione              | Seggio di coalizione  | Ugo Domenico Ravasio  | 2 109   | 19,03   | 1                  |        |       |       |
| Totale                        | Totale                            | 10 377                | 100                   | 11 082  | 100     |                    | 10 826 | 100   | 20    |
|                               |                                   |                       |                       |         |         |                    |        |       |       |
| Fonte: Ministero dell'interno |                                   |                       |                       |         |         |                    |        |       |       |

#### Dalmine
| Candidati                          | Candidati                  | II turno                | II turno                | I turno | I turno | Liste                               | Voti   | %     | Seggi |
| Candidati                          | Candidati                  | Voti                    | %                       | Voti    | %       | Liste                               | Voti   | %     | Seggi |
| ---------------------------------- | -------------------------- | ----------------------- | ----------------------- | ------- | ------- | ----------------------------------- | ------ | ----- | ----- |
|                                    | Antonio Bramani ✔️ Sindaco | 6 922                   | 55,26                   | 3 764   | 27,95   | Lega Nord                           | 3 670  | 28,77 | 12    |
|                                    | Gianpaolo Ferrari          | 5 605                   | 44,74                   | 4 643   | 34,48   | Popolari                            | 1 940  | 15,21 | 2     |
| Partito Democratico della Sinistra | Gianpaolo Ferrari          | 5 605                   | 44,74                   | 4 643   | 34,48   | 1 856                               | 14,55  | 1     |       |
| Lista civica di centro-destra      | Gianpaolo Ferrari          | 5 605                   | 44,74                   | 4 643   | 34,48   | 505                                 | 3,96   | –     |       |
| Seggio di coalizione               | Seggio di coalizione       | Seggio di coalizione    | 44,74                   | 4 643   | 34,48   | 1                                   |        |       |       |
|                                    | Tarcizio Zaverio Amboni    | Tarcizio Zaverio Amboni | Tarcizio Zaverio Amboni | 2 696   | 20,02   | Polo delle Libertà                  | 2 614  | 20,49 | –     |
| Seggio di coalizione               | Seggio di coalizione       | Seggio di coalizione    | Tarcizio Zaverio Amboni | 2 696   | 20,02   | 1                                   |        |       |       |
|                                    | Enzo Pietra                | Enzo Pietra             | Enzo Pietra             | 2 229   | 16,55   | Lista civica di centro-sinistra (A) | 2 043  | 16,02 | 1     |
| Seggio di coalizione               | Seggio di coalizione       | Seggio di coalizione    | Enzo Pietra             | 2 229   | 16,55   | 1                                   |        |       |       |
|                                    | Giacomo Masper             | Giacomo Masper          | Giacomo Masper          | 134     | 1,00    | Lista civica di centro              | 127    | 1,00  | –     |
| Totale                             | Totale                     | 12 527                  | 100                     | 13 466  | 100     |                                     | 12 755 | 100   | 20    |
|                                    |                            |                         |                         |         |         |                                     |        |       |       |
| Fonte: Ministero dell'interno      |                            |                         |                         |         |         |                                     |        |       |       |

#### Romano di Lombardia
| Candidati                     | Candidati                  | II turno             | II turno            | I turno | I turno | Liste                              | Voti   | %     | Seggi |
| Candidati                     | Candidati                  | Voti                 | %                   | Voti    | %       | Liste                              | Voti   | %     | Seggi |
| ----------------------------- | -------------------------- | -------------------- | ------------------- | ------- | ------- | ---------------------------------- | ------ | ----- | ----- |
|                               | Giuseppe Longhi ✔️ Sindaco | 7 288                | 75,81               | 4 319   | 40,95   | Popolari per Longhi                | 4 040  | 39,91 | 12    |
|                               | Alfredo Giudici            | 2 325                | 24,19               | 1 955   | 18,54   | Polo per Romano                    | 1 894  | 18,71 | 2     |
| Seggio di coalizione          | Seggio di coalizione       | Seggio di coalizione | 24,19               | 1 955   | 18,54   | 1                                  |        |       |       |
|                               | Romualdo Natali            | Romualdo Natali      | Romualdo Natali     | 1 618   | 15,34   | Lega Nord                          | 1 603  | 15,84 | 1     |
| Seggio di coalizione          | Seggio di coalizione       | Seggio di coalizione | Romualdo Natali     | 1 618   | 15,34   | 1                                  |        |       |       |
|                               | Giuseppe Nicoli            | Giuseppe Nicoli      | Giuseppe Nicoli     | 1 564   | 14,83   | Partito Democratico della Sinistra | 1 549  | 15,30 | 1     |
| Seggio di coalizione          | Seggio di coalizione       | Seggio di coalizione | Giuseppe Nicoli     | 1 564   | 14,83   | 1                                  |        |       |       |
|                               | Gianfranco Costelli        | Gianfranco Costelli  | Gianfranco Costelli | 684     | 6,49    | Lista civica di centro-sinistra    | 661    | 6,53  | –     |
| Seggio di coalizione          | Seggio di coalizione       | Seggio di coalizione | Gianfranco Costelli | 684     | 6,49    | 1                                  |        |       |       |
|                               | Mario Cislacchi            | Mario Cislacchi      | Mario Cislacchi     | 406     | 3,85    | Patto dei Democratici              | 376    | 3,71  | –     |
| Totale                        | Totale                     | 9 613                | 100                 | 10 546  | 100     |                                    | 10 123 | 100   | 20    |
|                               |                            |                      |                     |         |         |                                    |        |       |       |
| Fonte: Ministero dell'interno |                            |                      |                     |         |         |                                    |        |       |       |

#### Seriate
| Candidati                     | Candidati                     | II turno                   | II turno                   | I turno | I turno | Liste                  | Voti   | %     | Seggi |
| Candidati                     | Candidati                     | Voti                       | %                          | Voti    | %       | Liste                  | Voti   | %     | Seggi |
| ----------------------------- | ----------------------------- | -------------------------- | -------------------------- | ------- | ------- | ---------------------- | ------ | ----- | ----- |
|                               | Marco Paolo Sisana ✔️ Sindaco | 6 876                      | 56,11                      | 3 932   | 29,19   | Lega Nord              | 3 842  | 29,33 | 12    |
|                               | Carlo Dal Lago                | 5 378                      | 43,89                      | 3 412   | 25,33   | La Casa Comune         | 3 321  | 25,35 | 2     |
| Seggio di coalizione          | Seggio di coalizione          | Seggio di coalizione       | 43,89                      | 3 412   | 25,33   | 1                      |        |       |       |
|                               | Antonino Casale               | Antonino Casale            | Antonino Casale            | 2 673   | 19,85   | Popolari               | 2 577  | 19,67 | 1     |
| Seggio di coalizione          | Seggio di coalizione          | Seggio di coalizione       | Antonino Casale            | 2 673   | 19,85   | 1                      |        |       |       |
|                               | Luigi Felice Piero Cortesi    | Luigi Felice Piero Cortesi | Luigi Felice Piero Cortesi | 1 898   | 14,09   | Alleanza Nazionale     | 1 856  | 14,17 | 1     |
| Seggio di coalizione          | Seggio di coalizione          | Seggio di coalizione       | Luigi Felice Piero Cortesi | 1 898   | 14,09   | 1                      |        |       |       |
|                               | Marco Sironi                  | Marco Sironi               | Marco Sironi               | 1 158   | 8,60    | Rifondazione Comunista | 1 134  | 8,66  | –     |
| Seggio di coalizione          | Seggio di coalizione          | Seggio di coalizione       | Marco Sironi               | 1 158   | 8,60    | 1                      |        |       |       |
|                               | Marco Sarti                   | Marco Sarti                | Marco Sarti                | 396     | 2,94    | Lista Civica di Centro | 370    | 2,82  | –     |
| Totale                        | Totale                        | 12 254                     | 100                        | 13 469  | 100     |                        | 13 100 | 100   | 20    |
|                               |                               |                            |                            |         |         |                        |        |       |       |
| Fonte: Ministero dell'interno |                               |                            |                            |         |         |                        |        |       |       |

### Provincia di Brescia

#### Chiari
| Candidati                          | Candidati                       | II turno             | II turno            | I turno | I turno | Liste                         | Voti   | %     | Seggi |
| Candidati                          | Candidati                       | Voti                 | %                   | Voti    | %       | Liste                         | Voti   | %     | Seggi |
| ---------------------------------- | ------------------------------- | -------------------- | ------------------- | ------- | ------- | ----------------------------- | ------ | ----- | ----- |
|                                    | Bartolomeo Facchetti ✔️ Sindaco | 6 921                | 62,58               | 5 231   | 43,92   | Partecipazione e Rinnovamento | 1 630  | 15,94 | 5     |
| Patto dei Democratici              | Bartolomeo Facchetti ✔️ Sindaco | 6 921                | 62,58               | 5 231   | 43,92   | 1 490                         | 14,57  | 4     |       |
| Partito Democratico della Sinistra | Bartolomeo Facchetti ✔️ Sindaco | 6 921                | 62,58               | 5 231   | 43,92   | 1 032                         | 10,09  | 3     |       |
|                                    | Massimo Ghilardi                | 4 138                | 37,42               | 2 649   | 22,24   | Forza Italia                  | 2 012  | 19,68 | 3     |
| Centro Cristiano Democratico       | Massimo Ghilardi                | 4 138                | 37,42               | 2 649   | 22,24   | 516                           | 5,05   | –     |       |
| Seggio di coalizione               | Seggio di coalizione            | Seggio di coalizione | 37,42               | 2 649   | 22,24   | 1                             |        |       |       |
|                                    | Alessandro Lupatini             | Alessandro Lupatini  | Alessandro Lupatini | 2 232   | 18,74   | Popolari                      | 902    | 8,82  | 1     |
| Lista Civica                       | Alessandro Lupatini             | Alessandro Lupatini  | Alessandro Lupatini | 2 232   | 18,74   | 884                           | 8,65   | –     |       |
| Seggio di coalizione               | Seggio di coalizione            | Seggio di coalizione | Alessandro Lupatini | 2 232   | 18,74   | 1                             |        |       |       |
|                                    | Angelo Cavalli                  | Angelo Cavalli       | Angelo Cavalli      | 1 095   | 9,19    | Lega Nord                     | 1 109  | 10,85 | –     |
| Seggio di coalizione               | Seggio di coalizione            | Seggio di coalizione | Angelo Cavalli      | 1 095   | 9,19    | 1                             |        |       |       |
|                                    | Lucio Goffi                     | Lucio Goffi          | Lucio Goffi         | 703     | 5,90    | Alleanza Nazionale            | 649    | 6,35  | –     |
| Seggio di coalizione               | Seggio di coalizione            | Seggio di coalizione | Lucio Goffi         | 703     | 5,90    | 1                             |        |       |       |
| Totale                             | Totale                          | 11 059               | 100                 | 11 910  | 100     |                               | 10 224 | 100   | 20    |
|                                    |                                 |                      |                     |         |         |                               |        |       |       |
| Fonte: Ministero dell'interno      |                                 |                      |                     |         |         |                               |        |       |       |

#### Lumezzane
| Candidati                     | Candidati                   | II turno               | II turno               | I turno | I turno | Liste                              | Voti   | %     | Seggi |
| Candidati                     | Candidati                   | Voti                   | %                      | Voti    | %       | Liste                              | Voti   | %     | Seggi |
| ----------------------------- | --------------------------- | ---------------------- | ---------------------- | ------- | ------- | ---------------------------------- | ------ | ----- | ----- |
|                               | Ottorino Bugatti ✔️ Sindaco | 8 534                  | 60,05                  | 5 649   | 36,92   | Popolari                           | 2 837  | 20,08 | 7     |
| Lega Nord                     | Ottorino Bugatti ✔️ Sindaco | 8 534                  | 60,05                  | 5 649   | 36,92   | 2 192                              | 15,51  | 5     |       |
| Partito Repubblicano Italiano | Ottorino Bugatti ✔️ Sindaco | 8 534                  | 60,05                  | 5 649   | 36,92   | 172                                | 1,22   | 0     |       |
|                               | Damiano Scaroni             | 5 678                  | 39,95                  | 3 744   | 24,47   | Popolari di Centro                 | 3 169  | 22,43 | 2     |
| Seggio di coalizione          | Seggio di coalizione        | Seggio di coalizione   | 39,95                  | 3 744   | 24,47   | 1                                  |        |       |       |
|                               | Domenico Cesare Bonomi      | Domenico Cesare Bonomi | Domenico Cesare Bonomi | 3 515   | 22,97   | Forza Italia (A)                   | 2 620  | 18,54 | 2     |
| Lumezzane per il Buongoverno  | Domenico Cesare Bonomi      | Domenico Cesare Bonomi | Domenico Cesare Bonomi | 3 515   | 22,97   | 752                                | 5,32   | –     |       |
| Seggio di coalizione          | Seggio di coalizione        | Seggio di coalizione   | Domenico Cesare Bonomi | 3 515   | 22,97   | 1                                  |        |       |       |
|                               | Enzo Bonetti                | Enzo Bonetti           | Enzo Bonetti           | 1 526   | 9,97    | Partito Democratico della Sinistra | 1 527  | 10,81 | –     |
| Seggio di coalizione          | Seggio di coalizione        | Seggio di coalizione   | Enzo Bonetti           | 1 526   | 9,97    | 1                                  |        |       |       |
|                               | Fernando Scarlata           | Fernando Scarlata      | Fernando Scarlata      | 868     | 5,67    | Rifondazione Comunista             | 861    | 6,09  | –     |
| Seggio di coalizione          | Seggio di coalizione        | Seggio di coalizione   | Fernando Scarlata      | 868     | 5,67    | 1                                  |        |       |       |
| Totale                        | Totale                      | 14 212                 | 100                    | 15 302  | 100     |                                    | 14 130 | 100   | 20    |
|                               |                             |                        |                        |         |         |                                    |        |       |       |
| Fonte: Ministero dell'interno |                             |                        |                        |         |         |                                    |        |       |       |

#### Montichiari
| Candidati                     | Candidati                   | II turno             | II turno         | I turno | I turno | Liste                                     | Voti   | %     | Seggi |
| Candidati                     | Candidati                   | Voti                 | %                | Voti    | %       | Liste                                     | Voti   | %     | Seggi |
| ----------------------------- | --------------------------- | -------------------- | ---------------- | ------- | ------- | ----------------------------------------- | ------ | ----- | ----- |
|                               | Giliolo Badilini ✔️ Sindaco | 5 980                | 55,48            | 3 987   | 34,37   | Popolari                                  | 3 802  | 34,69 | 12    |
|                               | Giovanni Antonio Tosoni     | 4 798                | 44,52            | 2 721   | 23,46   | Progressisti                              | 1 214  | 11,08 | 1     |
| Lista Civica                  | Giovanni Antonio Tosoni     | 4 798                | 44,52            | 2 721   | 23,46   | 1 071                                     | 9,77   | 1     |       |
| Lista Civica                  | Giovanni Antonio Tosoni     | 4 798                | 44,52            | 2 721   | 23,46   | 237                                       | 2,16   | –     |       |
| Seggio di coalizione          | Seggio di coalizione        | Seggio di coalizione | 44,52            | 2 721   | 23,46   | 1                                         |        |       |       |
|                               | Luigi Lamperti              | Luigi Lamperti       | Luigi Lamperti   | 2 568   | 22,14   | Lega Nord                                 | 2 192  | 20,00 | 2     |
| Lista Civica                  | Luigi Lamperti              | Luigi Lamperti       | Luigi Lamperti   | 2 568   | 22,14   | 255                                       | 2,33   | –     |       |
| Seggio di coalizione          | Seggio di coalizione        | Seggio di coalizione | Luigi Lamperti   | 2 568   | 22,14   | 1                                         |        |       |       |
|                               | Giuseppe Bolzoni            | Giuseppe Bolzoni     | Giuseppe Bolzoni | 1 945   | 16,77   | Forza Italia-Centro Cristiano Democratico | 1 130  | 10,31 | 1     |
| Alleanza Nazionale            | Giuseppe Bolzoni            | Giuseppe Bolzoni     | Giuseppe Bolzoni | 1 945   | 16,77   | 701                                       | 6,40   | –     |       |
| Seggio di coalizione          | Seggio di coalizione        | Seggio di coalizione | Giuseppe Bolzoni | 1 945   | 16,77   | 1                                         |        |       |       |
|                               | Daniele Zamboni             | Daniele Zamboni      | Daniele Zamboni  | 379     | 3,27    | Lista Civica                              | 359    | 3,28  | –     |
| Totale                        | Totale                      | 10 778               | 100              | 11 600  | 100     |                                           | 10 961 | 100   | 20    |
|                               |                             |                      |                  |         |         |                                           |        |       |       |
| Fonte: Ministero dell'interno |                             |                      |                  |         |         |                                           |        |       |       |

#### Palazzolo sull'Oglio
| Candidati                          | Candidati               | II turno             | II turno           | I turno | I turno | Liste              | Voti   | %     | Seggi |
| Candidati                          | Candidati               | Voti                 | %                  | Voti    | %       | Liste              | Voti   | %     | Seggi |
| ---------------------------------- | ----------------------- | -------------------- | ------------------ | ------- | ------- | ------------------ | ------ | ----- | ----- |
|                                    | Marino Gamba ✔️ Sindaco | 6 141                | 56,23              | 4 361   | 37,52   | Popolari           | 3 031  | 27,41 | 7     |
| Patto dei Democratici              | Marino Gamba ✔️ Sindaco | 6 141                | 56,23              | 4 361   | 37,52   | 1 452              | 13,13  | 3     |       |
| Partito Democratico della Sinistra | Marino Gamba ✔️ Sindaco | 6 141                | 56,23              | 4 361   | 37,52   | 1 227              | 11,10  | 2     |       |
|                                    | Tarcisio Rubagotti      | 4 781                | 43,77              | 4 108   | 35,35   | Polo delle Libertà | 3 990  | 36,08 | 5     |
| Seggio di coalizione               | Seggio di coalizione    | Seggio di coalizione | 43,77              | 4 108   | 35,35   | 1                  |        |       |       |
|                                    | Emanuele Degiorgis      | Emanuele Degiorgis   | Emanuele Degiorgis | 3 153   | 27,13   | Lega Nord          | 1 359  | 12,29 | 1     |
| Seggio di coalizione               | Seggio di coalizione    | Seggio di coalizione | Emanuele Degiorgis | 3 153   | 27,13   | 1                  |        |       |       |
| Totale                             | Totale                  | 10 922               | 100                | 11 622  | 100     |                    | 11 059 | 100   | 20    |
|                                    |                         |                      |                    |         |         |                    |        |       |       |
| Fonte: Ministero dell'interno      |                         |                      |                    |         |         |                    |        |       |       |

### Provincia di Como

#### Erba
| Candidati                     | Candidati                  | II turno               | II turno               | I turno | I turno | Liste                              | Voti   | %     | Seggi |
| Candidati                     | Candidati                  | Voti                   | %                      | Voti    | %       | Liste                              | Voti   | %     | Seggi |
| ----------------------------- | -------------------------- | ---------------------- | ---------------------- | ------- | ------- | ---------------------------------- | ------ | ----- | ----- |
|                               | Filippo Pozzoli ✔️ Sindaco | 5 574                  | 60,66                  | 2 680   | 25,00   | Lega Nord                          | 2 560  | 24,55 | 12    |
|                               | Alberto Raimondi           | 3 615                  | 39,34                  | 2 690   | 25,09   | Il Polo per Erba                   | 2 644  | 25,36 | 2     |
| Seggio di coalizione          | Seggio di coalizione       | Seggio di coalizione   | 39,34                  | 2 690   | 25,09   | 1                                  |        |       |       |
|                               | Ezio Miotto                | Ezio Miotto            | Ezio Miotto            | 2 043   | 19,06   | Popolari Erbesi                    | 2 026  | 19,43 | 1     |
| Seggio di coalizione          | Seggio di coalizione       | Seggio di coalizione   | Ezio Miotto            | 2 043   | 19,06   | 1                                  |        |       |       |
|                               | Carlo Calvi                | Carlo Calvi            | Carlo Calvi            | 1 496   | 13,95   | Partito Democratico della Sinistra | 1 403  | 13,46 | –     |
| Seggio di coalizione          | Seggio di coalizione       | Seggio di coalizione   | Carlo Calvi            | 1 496   | 13,95   | 1                                  |        |       |       |
|                               | Giovanni Maria Carpani     | Giovanni Maria Carpani | Giovanni Maria Carpani | 1 042   | 9,72    | Per Erba                           | 994    | 9,53  | –     |
| Seggio di coalizione          | Seggio di coalizione       | Seggio di coalizione   | Giovanni Maria Carpani | 1 042   | 9,72    | 1                                  |        |       |       |
|                               | Pierluigi Bassanetti       | Pierluigi Bassanetti   | Pierluigi Bassanetti   | 770     | 7,18    | Sinistra Insieme                   | 799    | 7,66  | –     |
| Seggio di coalizione          | Seggio di coalizione       | Seggio di coalizione   | Pierluigi Bassanetti   | 770     | 7,18    | 1                                  |        |       |       |
| Totale                        | Totale                     | 9 189                  | 100                    | 10 721  | 100     |                                    | 10 426 | 100   | 20    |
|                               |                            |                        |                        |         |         |                                    |        |       |       |
| Fonte: Ministero dell'interno |                            |                        |                        |         |         |                                    |        |       |       |

#### Mariano Comense
| Candidati                     | Candidati                      | II turno                  | II turno                  | I turno | I turno | Liste                | Voti   | %     | Seggi |
| Candidati                     | Candidati                      | Voti                      | %                         | Voti    | %       | Liste                | Voti   | %     | Seggi |
| ----------------------------- | ------------------------------ | ------------------------- | ------------------------- | ------- | ------- | -------------------- | ------ | ----- | ----- |
|                               | Renato Livio Viganò ✔️ Sindaco | 6 032                     | 53,31                     | 4 241   | 33,57   | Progressisti         | 1 831  | 15,14 | 6     |
| Popolari                      | Renato Livio Viganò ✔️ Sindaco | 6 032                     | 53,31                     | 4 241   | 33,57   | 1 510                | 12,48  | 5     |       |
| Federazione dei Liberali      | Renato Livio Viganò ✔️ Sindaco | 6 032                     | 53,31                     | 4 241   | 33,57   | 481                  | 3,98   | 1     |       |
|                               | Renzo Giuseppe Fumagalli       | 5 283                     | 46,69                     | 3 137   | 24,83   | Lega Nord            | 3 070  | 25,38 | 2     |
| Seggio di coalizione          | Seggio di coalizione           | Seggio di coalizione      | 46,69                     | 3 137   | 24,83   | 1                    |        |       |       |
|                               | Giuseppe Antonio Terraneo      | Giuseppe Antonio Terraneo | Giuseppe Antonio Terraneo | 2 589   | 20,49   | Forza Italia         | 2 584  | 21,36 | 2     |
| Seggio di coalizione          | Seggio di coalizione           | Seggio di coalizione      | Giuseppe Antonio Terraneo | 2 589   | 20,49   | 1                    |        |       |       |
|                               | Giuliano Carlo Pozzi           | Giuliano Carlo Pozzi      | Giuliano Carlo Pozzi      | 1 257   | 9,95    | Mariano che Vogliamo | 1 234  | 10,20 | –     |
| Seggio di coalizione          | Seggio di coalizione           | Seggio di coalizione      | Giuliano Carlo Pozzi      | 1 257   | 9,95    | 1                    |        |       |       |
|                               | Claudio Nogara                 | Claudio Nogara            | Claudio Nogara            | 897     | 7,10    | Alleanza Nazionale   | 883    | 7,30  | –     |
| Seggio di coalizione          | Seggio di coalizione           | Seggio di coalizione      | Claudio Nogara            | 897     | 7,10    | 1                    |        |       |       |
|                               | Livia Mastrini                 | Livia Mastrini            | Livia Mastrini            | 513     | 4,06    | Mariano Verde        | 502    | 4,15  | –     |
| Totale                        | Totale                         | 11 315                    | 100                       | 12 634  | 100     |                      | 12 095 | 100   | 20    |
|                               |                                |                           |                           |         |         |                      |        |       |       |
| Fonte: Ministero dell'interno |                                |                           |                           |         |         |                      |        |       |       |

### Provincia di Cremona

#### Cremona
| Candidati                     | Candidati                      | II turno                | II turno                | I turno | I turno | Liste                              | Voti   | %     | Seggi |
| Candidati                     | Candidati                      | Voti                    | %                       | Voti    | %       | Liste                              | Voti   | %     | Seggi |
| ----------------------------- | ------------------------------ | ----------------------- | ----------------------- | ------- | ------- | ---------------------------------- | ------ | ----- | ----- |
|                               | Paolo Bodini ✔️ Sindaco        | 31 145                  | 63,48                   | 23 861  | 45,38   | Partito Democratico della Sinistra | 10 540 | 22,97 | 13    |
| Popolari                      | Paolo Bodini ✔️ Sindaco        | 31 145                  | 63,48                   | 23 861  | 45,38   | 5 647                              | 12,30  | 7     |       |
| Cremona Futura                | Paolo Bodini ✔️ Sindaco        | 31 145                  | 63,48                   | 23 861  | 45,38   | 2 750                              | 5,99   | 3     |       |
| Federazione dei Verdi         | Paolo Bodini ✔️ Sindaco        | 31 145                  | 63,48                   | 23 861  | 45,38   | 1 228                              | 2,68   | 1     |       |
|                               | Francescomaria Zelioli Lanzini | 17 917                  | 36,52                   | 15 393  | 29,28   | Forza Cremona                      | 12 294 | 26,79 | 9     |
| Partito Pensionati            | Francescomaria Zelioli Lanzini | 17 917                  | 36,52                   | 15 393  | 29,28   | 1 121                              | 2,44   | –     |       |
| Seggio di coalizione          | Seggio di coalizione           | Seggio di coalizione    | 36,52                   | 15 393  | 29,28   | 1                                  |        |       |       |
|                               | Evandro Lodi Rizzini           | Evandro Lodi Rizzini    | Evandro Lodi Rizzini    | 6 908   | 13,14   | Lega Nord                          | 5 105  | 11,12 | 2     |
| Pensionati del Sole (A)       | Evandro Lodi Rizzini           | Evandro Lodi Rizzini    | Evandro Lodi Rizzini    | 6 908   | 13,14   | 687                                | 1,50   | –     |       |
| Lista Civica (A)              | Evandro Lodi Rizzini           | Evandro Lodi Rizzini    | Evandro Lodi Rizzini    | 6 908   | 13,14   | 514                                | 1,12   | –     |       |
| Seggio di coalizione          | Seggio di coalizione           | Seggio di coalizione    | Evandro Lodi Rizzini    | 6 908   | 13,14   | 1                                  |        |       |       |
|                               | Piergiorgio Bergonzi           | Piergiorgio Bergonzi    | Piergiorgio Bergonzi    | 5 176   | 9,84    | Rifondazione Comunista             | 4 341  | 9,46  | 2     |
| Lista Civica                  | Piergiorgio Bergonzi           | Piergiorgio Bergonzi    | Piergiorgio Bergonzi    | 5 176   | 9,84    | 468                                | 1,02   | –     |       |
| Seggio di coalizione          | Seggio di coalizione           | Seggio di coalizione    | Piergiorgio Bergonzi    | 5 176   | 9,84    | 1                                  |        |       |       |
|                               | Sergio Pasquale Ravelli        | Sergio Pasquale Ravelli | Sergio Pasquale Ravelli | 1 241   | 2,36    | Lista Pannella - Riformatori       | 1 199  | 2,61  | –     |
| Totale                        | Totale                         | 49 062                  | 100                     | 52 579  | 100     |                                    | 45 894 | 100   | 40    |
|                               |                                |                         |                         |         |         |                                    |        |       |       |
| Fonte: Ministero dell'interno |                                |                         |                         |         |         |                                    |        |       |       |

### Mantova
| Candidati                              | Candidati                          | II turno             | II turno           | I turno | I turno | Liste                                | Voti   | %     | Seggi |
| Candidati                              | Candidati                          | Voti                 | %                  | Voti    | %       | Liste                                | Voti   | %     | Seggi |
| -------------------------------------- | ---------------------------------- | -------------------- | ------------------ | ------- | ------- | ------------------------------------ | ------ | ----- | ----- |
|                                        | Chiara Pinfari Bellelli ✔️ Sindaco | 19 754               | 65,21              | 13 793  | 38,86   | Partito Democratico della Sinistra   | 7 549  | 24,69 | 16    |
| Popolari-Partito Repubblicano Italiano | Chiara Pinfari Bellelli ✔️ Sindaco | 19 754               | 65,21              | 13 793  | 38,86   | 2 226                                | 7,28   | 5     |       |
| Alleanza Democratica-Patto Segni       | Chiara Pinfari Bellelli ✔️ Sindaco | 19 754               | 65,21              | 13 793  | 38,86   | 1 167                                | 3,82   | 2     |       |
| Federazione dei Verdi                  | Chiara Pinfari Bellelli ✔️ Sindaco | 19 754               | 65,21              | 13 793  | 38,86   | 824                                  | 2,69   | 1     |       |
|                                        | Marco Ghirardini                   | 10 539               | 34,79              | 10 189  | 28,71   | Forza Italia-CCD-PP-FLD-SoLE         | 5 931  | 19,40 | 5     |
| Alleanza Nazionale                     | Marco Ghirardini                   | 10 539               | 34,79              | 10 189  | 28,71   | 3 208                                | 10,49  | 3     |       |
| Seggio di coalizione                   | Seggio di coalizione               | Seggio di coalizione | 34,79              | 10 189  | 28,71   | 1                                    |        |       |       |
|                                        | Gianni Lui                         | Gianni Lui           | Gianni Lui         | 6 594   | 18,58   | Partito della Rifondazione Comunista | 3 009  | 9,84  | 2     |
| Democratici per Mantova                | Gianni Lui                         | Gianni Lui           | Gianni Lui         | 6 594   | 18,58   | 1 073                                | 3,51   | 1     |       |
| Socialisti Italiani                    | Gianni Lui                         | Gianni Lui           | Gianni Lui         | 6 594   | 18,58   | 968                                  | 3,17   | –     |       |
| Seggio di coalizione                   | Seggio di coalizione               | Seggio di coalizione | Gianni Lui         | 6 594   | 18,58   | 1                                    |        |       |       |
|                                        | Uber Anghinoni                     | Uber Anghinoni       | Uber Anghinoni     | 3 029   | 8,53    | Lega Nord                            | 2 943  | 9,62  | 1     |
| Seggio di coalizione                   | Seggio di coalizione               | Seggio di coalizione | Uber Anghinoni     | 3 029   | 8,53    | 1                                    |        |       |       |
|                                        | Giuliano Longfils                  | Giuliano Longfils    | Giuliano Longfils  | 1 149   | 3,24    | Per Mantova                          | 1 044  | 3,41  | –     |
| Seggio di coalizione                   | Seggio di coalizione               | Seggio di coalizione | Giuliano Longfils  | 1 149   | 3,24    | 1                                    |        |       |       |
|                                        | Gabriella Reggiani                 | Gabriella Reggiani   | Gabriella Reggiani | 534     | 1,50    | La Tua Mantova                       | 480    | 1,57  | –     |
|                                        | Maurizio Sacchi                    | Maurizio Sacchi      | Maurizio Sacchi    | 207     | 0,58    | Partito della Legge Naturale         | 158    | 0,52  | –     |
| Totale                                 | Totale                             | 30 293               | 100                | 35 495  | 100     |                                      | 30 580 | 100   | 40    |
|                                        |                                    |                      |                    |         |         |                                      |        |       |       |
| Fonte: Ministero dell'interno          |                                    |                      |                    |         |         |                                      |        |       |       |

#### Castiglione delle Stiviere
| Candidati                     | Candidati                  | II turno             | II turno         | I turno | I turno | Liste                                                               | Voti  | %     | Seggi |
| Candidati                     | Candidati                  | Voti                 | %                | Voti    | %       | Liste                                                               | Voti  | %     | Seggi |
| ----------------------------- | -------------------------- | -------------------- | ---------------- | ------- | ------- | ------------------------------------------------------------------- | ----- | ----- | ----- |
|                               | Sante De Padova ✔️ Sindaco | 5 598                | 56,40            | 4 867   | 43,59   | Popolari Democratici                                                | 2 045 | 21,28 | 6     |
| Lega Nord                     | Sante De Padova ✔️ Sindaco | 5 598                | 56,40            | 4 867   | 43,59   | 1 959                                                               | 20,39 | 6     |       |
|                               | Manlio Paganella           | 4 327                | 43,60            | 3 557   | 31,86   | Progressisti                                                        | 3 104 | 32,30 | 3     |
| Seggio di coalizione          | Seggio di coalizione       | Seggio di coalizione | 43,60            | 3 557   | 31,86   | 1                                                                   |       |       |       |
|                               | Giuseppe Martini           | Giuseppe Martini     | Giuseppe Martini | 2 741   | 24,55   | Forza Italia-Centro Cristiano Democratico-Federalisti-Polo Popolare | 1 752 | 18,23 | 2     |
| Alleanza Nazionale            | Giuseppe Martini           | Giuseppe Martini     | Giuseppe Martini | 2 741   | 24,55   | 749                                                                 | 7,79  | 1     |       |
| Seggio di coalizione          | Seggio di coalizione       | Seggio di coalizione | 1                |         |         |                                                                     |       |       |       |
| Totale                        | Totale                     | 9 925                | 100              | 11 165  | 100     |                                                                     | 9 609 | 100   | 20    |
|                               |                            |                      |                  |         |         |                                                                     |       |       |       |
| Fonte: Ministero dell'interno |                            |                      |                  |         |         |                                                                     |       |       |       |

#### Suzzara
|                                | Luigi Salardi ✔️ Sindaco | 7 904                | 61,74 | Partito Democratico della Sinistra | 5 764  | 47,52 | 10 |  |  |
| Popolari-Patto dei Democratici | Luigi Salardi ✔️ Sindaco | 7 904                | 61,74 | 1 172                              | 9,66   | 2     |    |  |  |
| Federazione dei Verdi          | Luigi Salardi ✔️ Sindaco | 7 904                | 61,74 | 636                                | 5,24   | 1     |    |  |  |
|                                | Pietro Aleotti           | 1 952                | 15,25 | Polo delle Libertà                 | 1 884  | 15,53 | 2  |  |  |
| Seggio di coalizione           | Seggio di coalizione     | Seggio di coalizione | 15,25 | 1                                  |        |       |    |  |  |
|                                | Cristina Falsiroli       | 1 755                | 13,71 | Lista civica di centro-sinistra    | 1 565  | 12,90 | 1  |  |  |
| Seggio di coalizione           | Seggio di coalizione     | Seggio di coalizione | 13,71 | 1                                  |        |       |    |  |  |
|                                | Mauro Pinotti            | 1 192                | 9,31  | Rifondazione Comunista             | 1 108  | 9,14  | 1  |  |  |
| Seggio di coalizione           | Seggio di coalizione     | Seggio di coalizione | 9,31  | 1                                  |        |       |    |  |  |
| Totale                         | Totale                   | 12 803               | 100   |                                    | 12 129 | 100   | 20 |  |  |
|                                |                          |                      |       |                                    |        |       |    |  |  |
| Fonte: Ministero dell'interno  |                          |                      |       |                                    |        |       |    |  |  |

### Provincia di Varese

#### Castellanza
| Candidati                     | Candidati                | II turno                | II turno                | I turno | I turno | Liste              | Voti  | %     | Seggi |
| Candidati                     | Candidati                | Voti                    | %                       | Voti    | %       | Liste              | Voti  | %     | Seggi |
| ----------------------------- | ------------------------ | ----------------------- | ----------------------- | ------- | ------- | ------------------ | ----- | ----- | ----- |
|                               | Livio Frigoli ✔️ Sindaco | 5 671                   | 63,59                   | 2 315   | 22,24   | Progressisti       | 2 103 | 21,93 | 12    |
|                               | Enrico Giudici           | 3 247                   | 36,41                   | 2 689   | 25,84   | Forza Italia       | 1 932 | 20,14 | 2     |
| Partito Popolare Italiano     | Enrico Giudici           | 3 247                   | 36,41                   | 2 689   | 25,84   | 549                | 5,72  | –     |       |
| Seggio di coalizione          | Seggio di coalizione     | Seggio di coalizione    | 36,41                   | 2 689   | 25,84   | 1                  |       |       |       |
|                               | Teresio Forzani          | Teresio Forzani         | Teresio Forzani         | 2 069   | 19,88   | Popolari           | 1 744 | 18,18 | 1     |
| Seggio di coalizione          | Seggio di coalizione     | Seggio di coalizione    | Teresio Forzani         | 2 069   | 19,88   | 1                  |       |       |       |
|                               | Alberto Enrico Molinari  | Alberto Enrico Molinari | Alberto Enrico Molinari | 1 819   | 17,48   | Lega Nord          | 1 810 | 18,87 | 1     |
| Seggio di coalizione          | Seggio di coalizione     | Seggio di coalizione    | Alberto Enrico Molinari | 1 819   | 17,48   | 1                  |       |       |       |
|                               | Marco Caldiroli          | Marco Caldiroli         | Marco Caldiroli         | 762     | 7,32    | Lista Civica       | 738   | 7,69  | –     |
| Seggio di coalizione          | Seggio di coalizione     | Seggio di coalizione    | Marco Caldiroli         | 762     | 7,32    | 1                  |       |       |       |
|                               | Gianni Roveda            | Gianni Roveda           | Gianni Roveda           | 753     | 7,24    | Alleanza Nazionale | 715   | 7,45  | –     |
| Totale                        | Totale                   | 8 918                   | 100                     | 10 407  | 100     |                    | 9 591 | 100   | 20    |
|                               |                          |                         |                         |         |         |                    |       |       |       |
| Fonte: Ministero dell'interno |                          |                         |                         |         |         |                    |       |       |       |

#### Saronno
| Candidati                     | Candidati                    | II turno                     | II turno                     | I turno | I turno | Liste                                                               | Voti   | %     | Seggi |
| Candidati                     | Candidati                    | Voti                         | %                            | Voti    | %       | Liste                                                               | Voti   | %     | Seggi |
| ----------------------------- | ---------------------------- | ---------------------------- | ---------------------------- | ------- | ------- | ------------------------------------------------------------------- | ------ | ----- | ----- |
|                               | Angelo Tettamanzi ✔️ Sindaco | 10 995                       | 53,38                        | 6 765   | 27,41   | Popolari                                                            | 2 542  | 11,59 | 8     |
| Costruiamo Insieme Saronno    | Angelo Tettamanzi ✔️ Sindaco | 10 995                       | 53,38                        | 6 765   | 27,41   | 1 753                                                               | 7,99   | 5     |       |
| Saronno Democratica           | Angelo Tettamanzi ✔️ Sindaco | 10 995                       | 53,38                        | 6 765   | 27,41   | 1 669                                                               | 7,61   | 5     |       |
|                               | Marino Angelo Rimoldi        | 9 602                        | 46,62                        | 8 728   | 35,37   | Forza Italia-Centro Cristiano Democratico-Federalisti-Polo Popolare | 5 520  | 25,16 | 4     |
| Alleanza Nazionale            | Marino Angelo Rimoldi        | 9 602                        | 46,62                        | 8 728   | 35,37   | 2 262                                                               | 10,31  | 1     |       |
| Seggio di coalizione          | Seggio di coalizione         | Seggio di coalizione         | 46,62                        | 8 728   | 35,37   | 1                                                                   |        |       |       |
|                               | Carlo Di Pietro              | Carlo Di Pietro              | Carlo Di Pietro              | 5 549   | 22,49   | Lega Nord                                                           | 4 367  | 19,90 | 3     |
| Patto dei Democratici         | Carlo Di Pietro              | Carlo Di Pietro              | Carlo Di Pietro              | 5 549   | 22,49   | 515                                                                 | 2,35   | –     |       |
| Seggio di coalizione          | Seggio di coalizione         | Seggio di coalizione         | Carlo Di Pietro              | 5 549   | 22,49   | 1                                                                   |        |       |       |
|                               | Marco Ubaldo Stefano Bersani | Marco Ubaldo Stefano Bersani | Marco Ubaldo Stefano Bersani | 3 346   | 13,56   | Rifondazione Comunista                                              | 1 816  | 8,28  | 1     |
| Una Città per Tutti           | Marco Ubaldo Stefano Bersani | Marco Ubaldo Stefano Bersani | Marco Ubaldo Stefano Bersani | 3 346   | 13,56   | 1 226                                                               | 5,59   | –     |       |
| Seggio di coalizione          | Seggio di coalizione         | Seggio di coalizione         | Marco Ubaldo Stefano Bersani | 3 346   | 13,56   | 1                                                                   |        |       |       |
|                               | Donato Basilico              | Donato Basilico              | Donato Basilico              | 290     | 1,18    | Movimento Sociale Fiamma Tricolore                                  | 272    | 1,24  | –     |
| Totale                        | Totale                       | 20 597                       | 100                          | 24 678  | 100     |                                                                     | 21 942 | 100   | 30    |
|                               |                              |                              |                              |         |         |                                                                     |        |       |       |
| Fonte: Ministero dell'interno |                              |                              |                              |         |         |                                                                     |        |       |       |

## Elezioni del novembre 1995
#invoke:Navbox